# 1. Dezember
Der 1. Dezember ist der 335. Tag des gregorianischen Kalenders (der 336. in Schaltjahren), somit bleiben 30 Tage bis zum Jahresende.

## Ereignisse

### Politik und Weltgeschehen
- 1145: Der Verlust des Kreuzfahrerstaats Edessa veranlasst Papst Eugen III., sich mit der Bulle Quantum praedecessores an den französischen König Ludwig VII. zu wenden. Das Kirchenoberhaupt wirbt darin für einen zweiten Kreuzzug.
- 1167: Aus Widerstand gegen die Italienpolitik von Kaiser Friedrich I. Barbarossa schließen sich mehrere oberitalienische Städte im Lombardenbund zusammen.
- 1453: Kaiser Friedrich III. erklärt den 1440 gegründeten Preußischen Bund für rechtswidrig und befiehlt dessen Auflösung. Seine Entscheidung zu Gunsten des Deutschen Ordens unter Hochmeister Ludwig von Erlichshausen führt zwei Monate später zum Ausbruch des Dreizehnjährigen Krieges.
- 1503: Der Tod des Herzogs Georg von Bayern-Landshut führt zum Landshuter Erbfolgekrieg. Der Verstorbene hat mangels männlichem Nachkommen seine Tochter Elisabeth zur Erbin bestimmt, was dem Wittelsbacher Hausvertrag widerspricht. Das ruft Albrecht IV. als Herzog von Bayern-München auf den Plan.
- 1640: Mit einem Sturm auf den Königspalast beenden die portugiesischen Cortes die Personalunion Portugals mit Spanien. Erster König des wieder unabhängigen Portugal wird Johann IV. aus dem Hause Bragança.

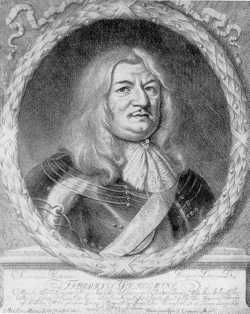
1640: Kurfürst Friedrich Wilhelm

- 1640: Friedrich Wilhelm wird nach dem Tod seines Vaters Georg Wilhelm Kurfürst von Brandenburg und Herzog von Preußen.
- 1651: Die englische Navigationsakte tritt in Kraft. Danach dürfen Güter nur noch auf englischen Schiffen oder Schiffen der Herkunftsländer importiert werden. Das Gesetz brüskiert vor allem die Niederländer und führt wenige Monate später zum ersten Englisch-Niederländischen Seekrieg.
- 1764: König Karl III. bezieht mit seiner Familie den neu erbauten königlichen Palast in Madrid.
- 1774: In den dreizehn Kolonien in Nordamerika beginnt der Boykott von britischen Waren, den der erste Kontinentalkongress beschlossen hat.
- 1821: Costa Rica bekommt die vorläufige Verfassung Pacto de Concordia.

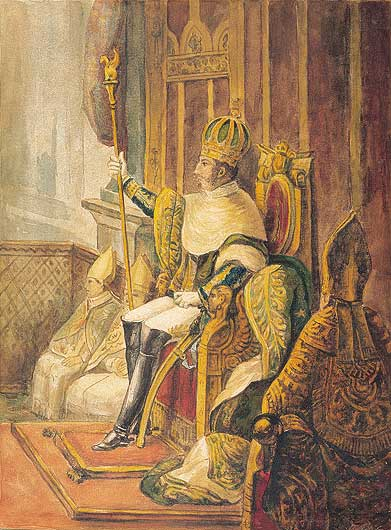
1822: Krönung Dom Pedros I.

- 1822: In Brasilien wird Dom Pedro I. zum Kaiser gekrönt. Es ist die erste Kaiserkrönung auf dem südamerikanischen Kontinent.
- 1879: Russische Nihilisten verüben nahe Moskau ein Sprengstoffattentat auf den kaiserlichen Zug des Zaren Alexander II.
- 1900: Eine Volkszählung im Deutschen Reich ergibt einen Bevölkerungsstand von 56.345.014 Einwohnern.
- 1918: In Karlsburg wird die Vereinigung von Siebenbürgen mit dem Königreich Rumänien proklamiert.
- 1918: Der serbische Prinzregent Alexander ruft das Königreich der Serben, Kroaten und Slowenen aus. Zahlreiche einflussreiche Gruppierungen verweigern dem neuen Staat jedoch ihre Anerkennung.
- 1918: Der deutsche Publizist Eduard Stadtler gründet mit finanzieller Unterstützung des Bankiers Karl Helfferich die Antibolschewistische Liga. Diese zeichnet in der Folge unter anderem für die Auftragsmorde an Karl Liebknecht und Rosa Luxemburg verantwortlich.
- 1918: Island wird ein selbständiges Königreich, bleibt jedoch mit Dänemark in Personalunion verbunden.
- 1919: Lady Nancy Astor nimmt nach ihrer Wahl am 28. November ihren Sitz als erstes weibliches Parlamentsmitglied Englands ein.
- 1925: Deutschland und die Siegermächte des Ersten Weltkriegs unterzeichnen in London die am 16. Oktober in Locarno ausgehandelten Verträge von Locarno, mit denen die Beziehungen zwischen den Staaten normalisiert werden sollen. Deutschland erkennt darin die im Friedensvertrag von Versailles festgelegte Westgrenze an.
- 1933: Das während der Zeit des Nationalsozialismus beschlossene Gesetz zur Sicherung der Einheit von Partei und Staat unterwirft Deutschland dem Einparteiensystem.
- 1934: Der sowjetische Parteifunktionär Sergei Mironowitsch Kirow wird ermordet. Die Tat ist Auslöser der „Stalinschen Säuberungen“, in denen zahlreiche politische Gegner Josef Stalins hingerichtet werden.
- 1936: Adolf Hitler verkündet das Gesetz über die Hitler-Jugend, wonach diese „die gesamte deutsche Jugend“ umfasst.
- 1941: Beginn der systematischen Deportationen der Juden aus Württemberg. Vom Stuttgarter Nordbahnhof werden über 1000 Menschen nach Riga in das Lager Jungfernhof deportiert. Die meisten von ihnen kehren nie wieder zurück.
- 1946: Die Verfassung des Landes Hessen tritt in Kraft. Sie ist heute die älteste deutsche Landesverfassung, die noch in Kraft ist.
- 1946: Bei einem Volksentscheid in Bayern stimmen über 70 % der Bevölkerung für die Annahme der Verfassung des Freistaates Bayern.
- 1950: In West-Berlin nimmt die von den Britischen Streitkräften am 1. September 1950 aufgestellte German Service Organisation Berlin (Watchmen’s Service) ihren Dienstbetrieb auf.
- 1952: Mit einem Artikel der New York Daily News über ihre geschlechtsangleichende Operation in Dänemark wird ein Medienrummel um die US-Amerikanerin Christine Jorgensen losgetreten.

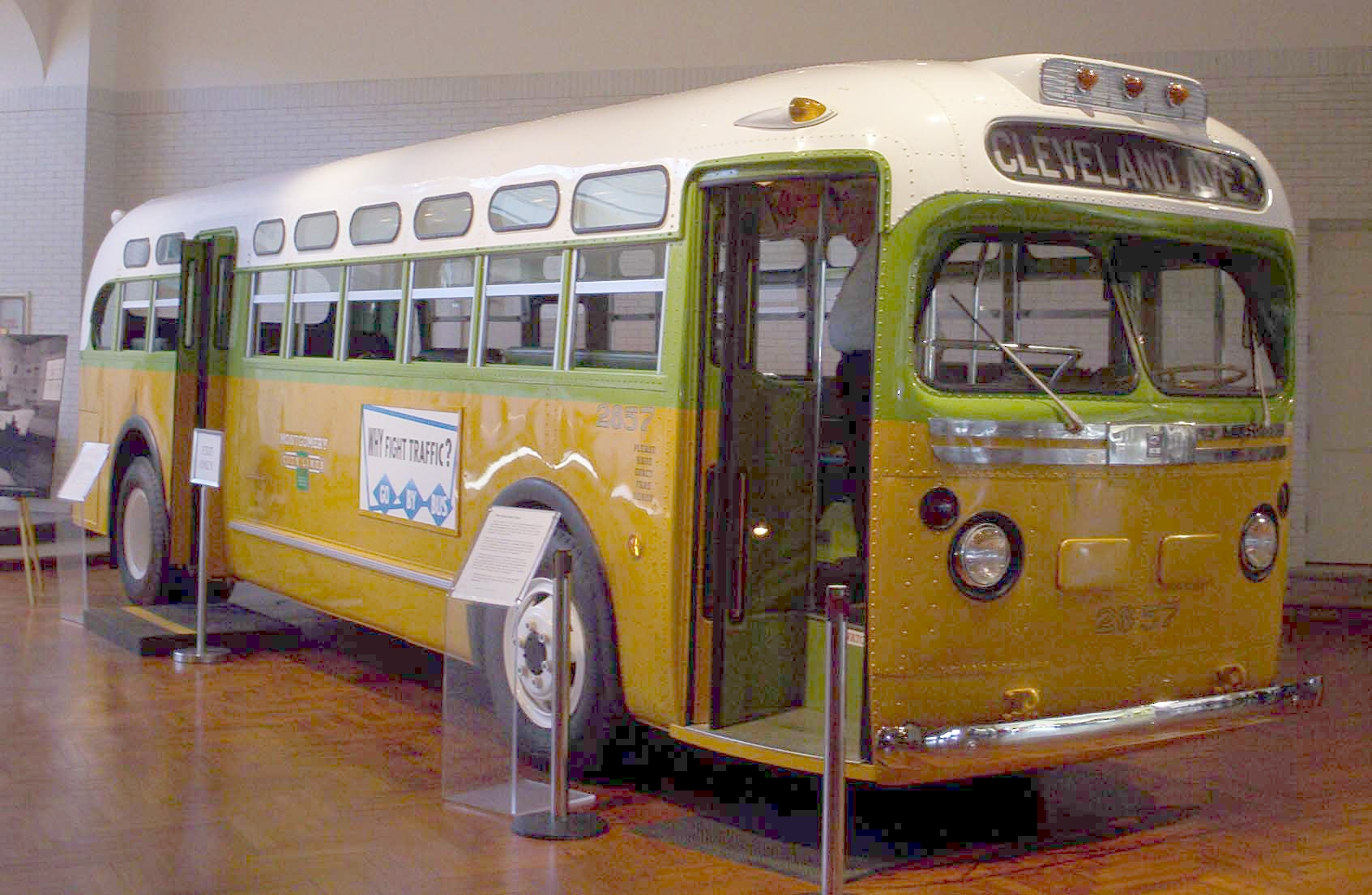
1955: Rosa Parks Bus

- 1955: Die Bürgerrechtlerin Rosa Parks wird in Montgomery festgenommen, weil sie in einem Bus einem Weißen ihren Sitzplatz nicht überlassen will. Dieses Ereignis führt in weiterer Folge zum 382-tägigen Busboykott von Montgomery und zur Aufhebung der Rassentrennung in den USA.
- 1959: Zwölf Konsultativstaaten unterzeichnen den Antarktis-Vertrag, mit dem unter anderem Gebietsansprüche an der Antarktis „eingefroren“ werden und die militärische Nutzung des Kontinents untersagt wird. Die „Verwaltung“ wird den beiden Organisationen SCAR und COMNAP übertragen.

1961: Westpapua

- 1961: In Westpapua wird offiziell die Morgensternflagge gehisst als Zeichen der geplanten Unabhängigkeit von den Niederlanden. Nach der Annexion Westpapuas durch Indonesien und der Legitimation des Act of Free Choice genannten Wahlbetrugs durch die UNO tötet das indonesische Militär geschätzte 100.000 Papua.
- 1963: Nagaland wird ein eigener Bundesstaat innerhalb der Indischen Union.

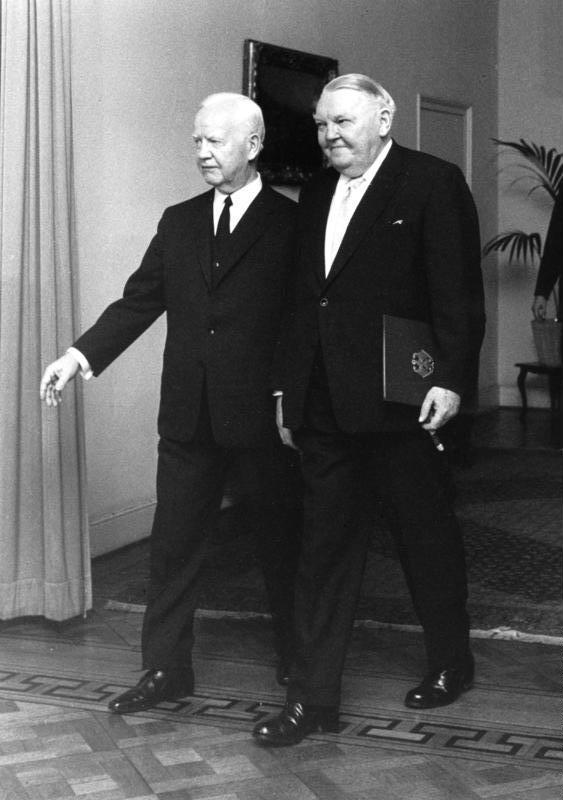
1966: Ludwig Erhard

- 1966: Der deutsche Bundeskanzler Ludwig Erhard tritt nach Zerbrechen der Regierungskoalition von CDU/CSU und FDP zurück. Unter seinem Nachfolger Kurt Georg Kiesinger wird Deutschland erstmals von einer Großen Koalition aus CDU/CSU und SPD regiert.
- 1989: Johannes Paul II. empfängt mit Michail Sergejewitsch Gorbatschow den einzigen zu einem Papst gereisten Generalsekretär der KPdSU.

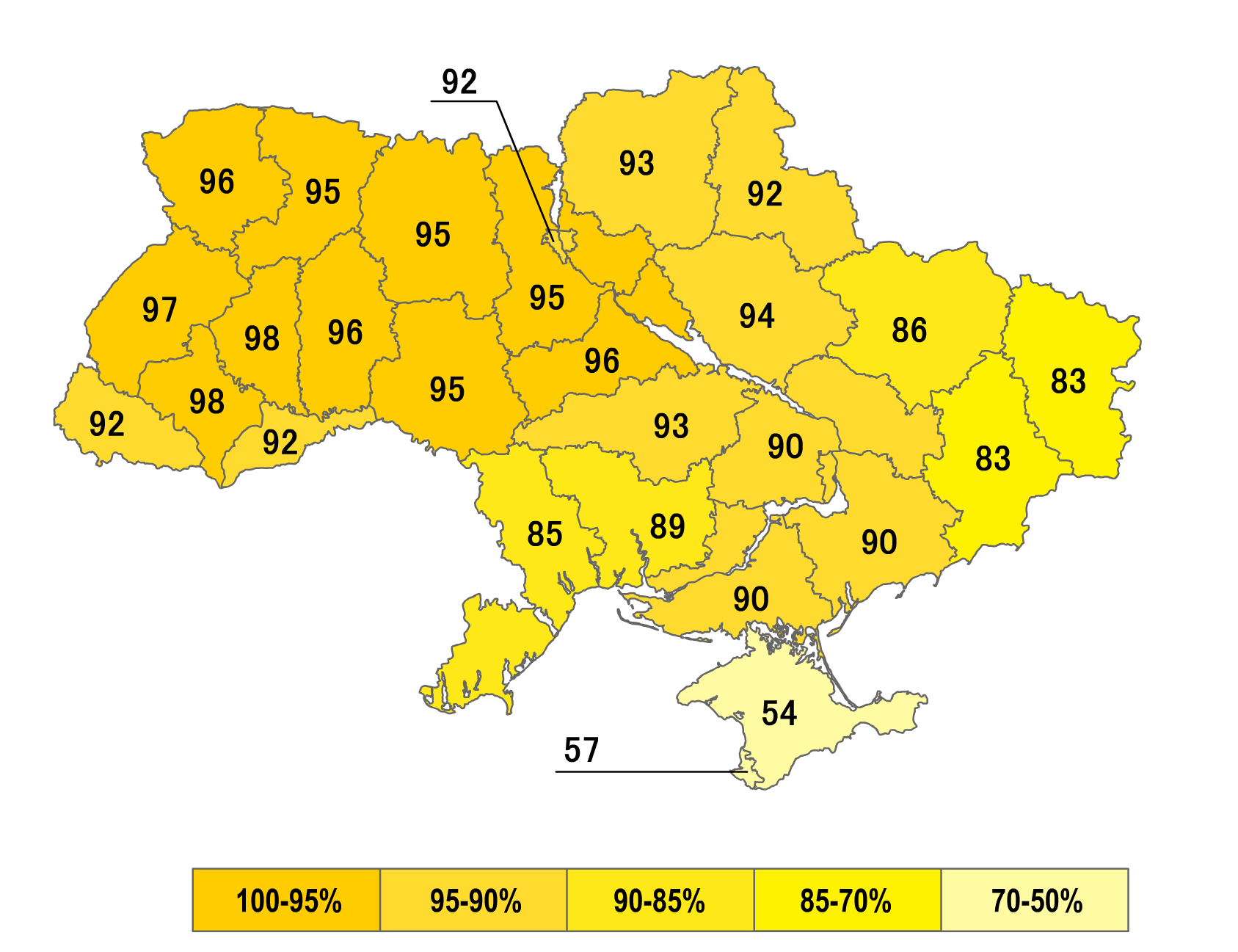
1991: Ukraine

- 1991: In einem Referendum bestätigen die Wähler in der Ukraine mit großer Mehrheit die schon erklärte Unabhängigkeit des Staates von der Sowjetunion.

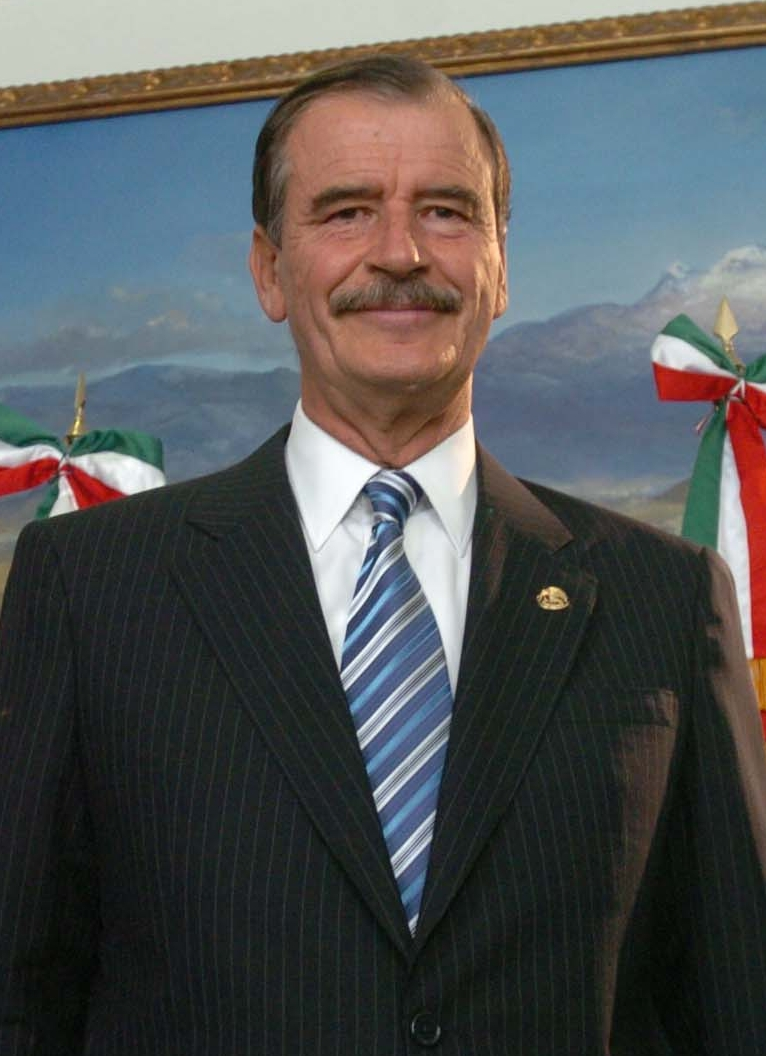
2000: Vicente Fox

- 2000: Vicente Fox Quesada wird Staatspräsident von Mexiko. Er ist das erste Staatsoberhaupt, das nicht der Partido Revolucionario Institucional angehört.
- 2009: Der Vertrag von Lissabon tritt in Kraft. Er beinhaltet unter anderem die Fusion von Europäischer Union und EG.
- 2017: Der japanische Regierungschef Shinzō Abe teilt nach einem Treffen mit Kaiser Akihito mit, der Monarch werde am 30. April 2019 abdanken. Den Platz auf dem Chrysanthementhron soll dessen ältester Sohn, Kronprinz Naruhito, übernehmen.
- 2019: In Wuhan tritt der erste bestätigte Fall von COVID-19 auf.

### Wirtschaft
- 1838: Die von Philipp August von Amsberg errichtete Herzoglich Braunschweigische Staatseisenbahn, die erste staatliche Eisenbahn in Deutschland, eröffnet ihren ersten Streckenabschnitt zwischen Braunschweig und Wolfenbüttel.
- 1850: Im Königreich Hannover werden Briefmarken im Postverkehr eingeführt.
- 1856: Mit Malmö–Lund sowie Jonsered–Göteborg werden die ersten Abschnitte eines nationalen schwedischen Schienennetzes der SJ eröffnet.
- 1876: Berlin verfügt über das erste städtische Rohrpostnetz, das auch der Öffentlichkeit zugänglich ist.
- 1884: Die Krankenversicherung der Arbeiter tritt im deutschen Kaiserreich in Kraft. Die Arbeitgeber bringen ein Drittel, die Arbeiter zwei Drittel der Beiträge auf. Die Reform ist ein Meilenstein in der Geschichte der Sozialversicherung in Deutschland.
- 1887: Ein in Singapur eröffneter Bungalow im Kolonialstil mit zehn Zimmern bildet die Ausgangsbasis für das inzwischen luxuriös gestaltete Raffles Hotel.
- 1909: Das Luftschiff Erbslöh hat seine offizielle Jungfernfahrt über Leichlingen.
- 1909: Die Western Pacific Railway eröffnet die rund 1500 km lange Eisenbahnstrecke von Salt Lake City nach San Francisco für den Güterverkehr.
- 1910: Deutschlands erste rein kommunale U-Bahn-Linie, die Schöneberger Untergrundbahn, heutige Linie 4 der Berliner U-Bahn, nimmt ihren Betrieb auf.
- 1913: Die Ford Motor Company führt das Fließband in die industrielle Produktion ein.
- 1922: In Warnemünde werden die Ernst Heinkel Flugzeugwerke von ihrem Namensgeber gegründet.
- 1935: Der japanische Bus- und Lkw-Hersteller Nippon Diesel Industries Co. Ltd. wird gegründet.

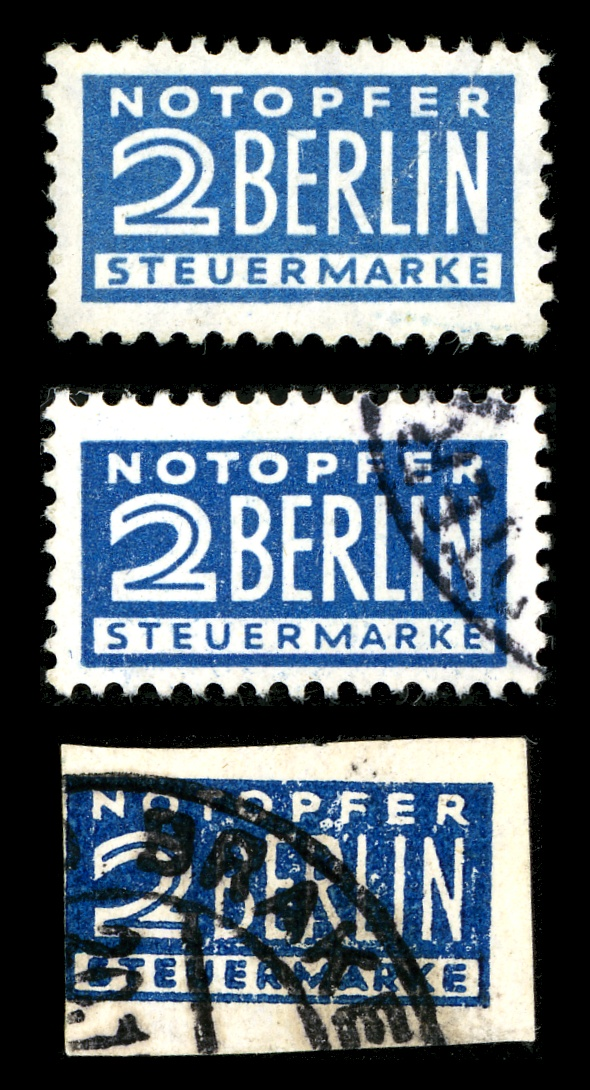
1948: Notopfermarken

- 1948: Auf Briefen in der Bizone werden die Zuschlagsmarken Notopfer Berlin Pflicht. In Berlin bricht deswegen mit dem Ostteil der Stadt ab Januar 1949 ein „Postkrieg“ aus, der das gesamte geteilte Deutschland erfasst.
- 1953: Hugh Hefner gibt die erste Nummer des Playboy in einer Auflage von 70.000 Exemplaren heraus.

### Wissenschaft und Technik
- 1866: Die von John Augustus Roebling erbaute John A. Roebling Suspension Bridge über den Ohio River bei Cincinnati kann einen Monat vor ihrer Eröffnung erstmals zu Fuß überquert werden. Bis zur Eröffnung der Brooklyn Bridge im Jahr 1883 ist sie mit 322 Metern Spannweite die längste Hängebrücke der Welt.

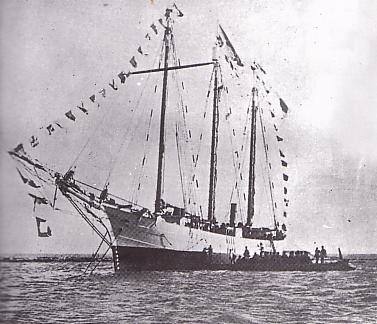
1910: Kainan Maru

- 1910: Während des sogenannten „Goldenen Zeitalters der Antarktis-Forschung“ verlässt das Schiff Kainan Maru unter dem Befehl von Shirase Nobu den Hafen von Tokio in Richtung Antarktis. Damit beginnt die Japanische Antarktisforschung. Die Expedition dauert bis zum 20. Juni 1912.

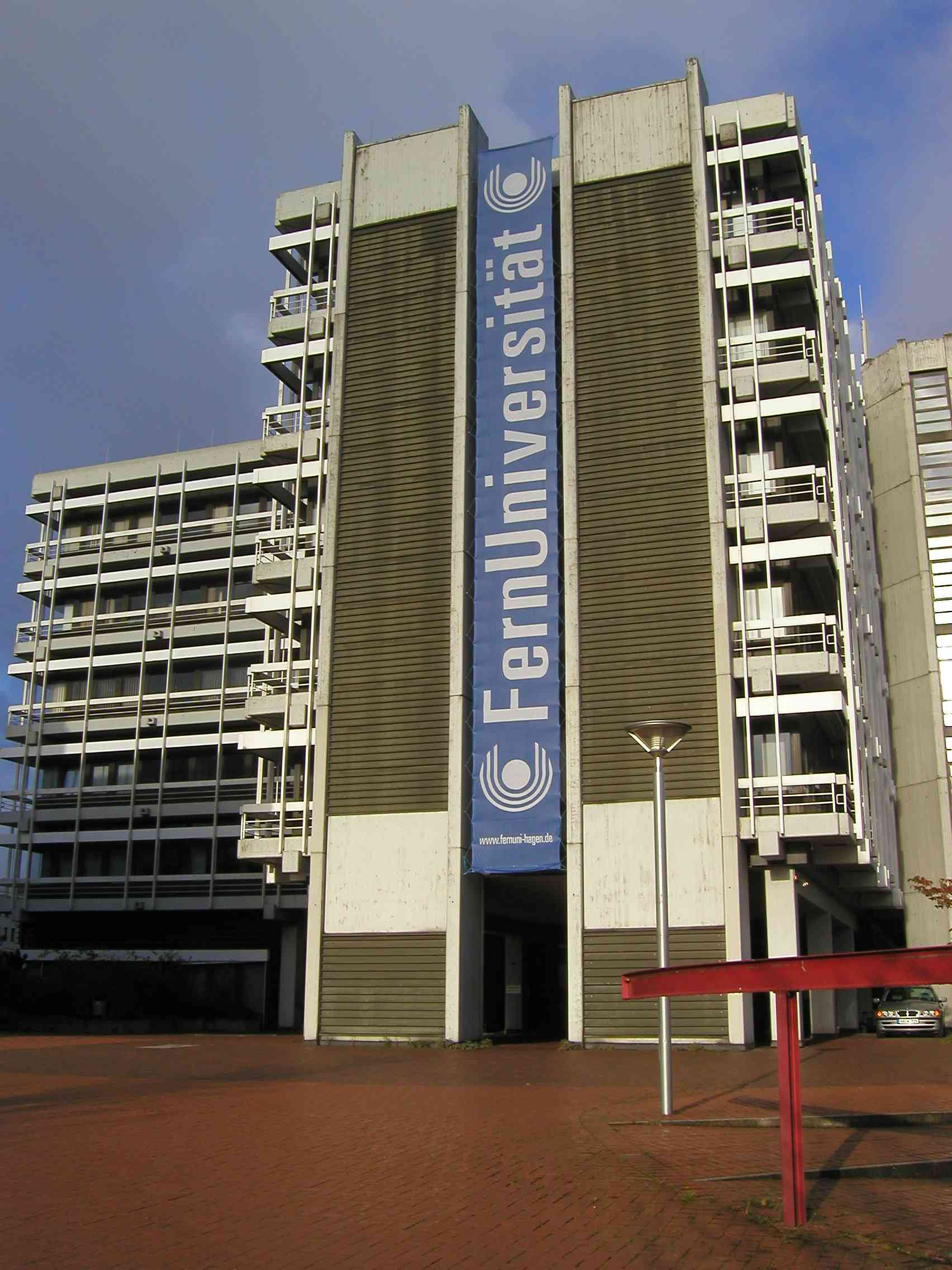
1974: Fernuniversität Hagen

- 1974: In Hagen wird die erste und bislang einzige deutsche Fernuniversität gegründet.
- 1978: In Österreich wird der 14 Kilometer lange Arlberg-Straßentunnel eröffnet.
- 1984: Unter der Bezeichnung Controlled Impact Demonstration bringt die NASA eine ferngesteuerte Boeing 720 kontrolliert zum Absturz.
- 1985: Der leistungsfähigste Schwimmkran der Welt, die McDermott Derrick Barge No. 102, wird von Mitsui Engineering & Shipbuilding, ein Unternehmen des japanischen Mitsui-Konzerns, abgeliefert.
- 1990: Beim Bau des Eurotunnels erfolgt der Durchbruch. Zum ersten Mal seit der letzten Eiszeit kann man trockenen Fußes vom europäischen Festland nach Großbritannien gehen.

### Kultur
- 1739: In London findet die Uraufführung der Oper Nancy, or The Parting Lovers von Henry Carey statt.
- 1823: In Berlin erfolgt die Uraufführung der Oper Libussa von Conradin Kreutzer.
- 1831: Am Théâtre des Nouveautés in Paris erfolgt die Uraufführung der Oper Casimir ou Le Premier Tête-à-tête von Adolphe Adam.
- 1860: Das von Charles Dickens herausgegebene britische Wochenmagazin All the Year Round beginnt mit dem Erstabdruck seines Romans Great Expectations (Große Erwartungen).

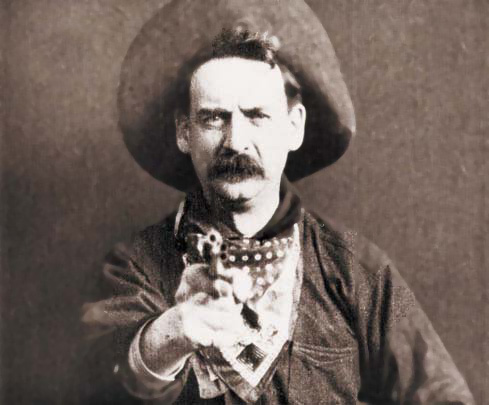
1903: Szene aus Der große Eisenbahnraub

- 1903: Der erste Western der Filmgeschichte, The Great Train Robbery (Der große Eisenbahnraub) von Edwin S. Porter, wird in den USA uraufgeführt. Max Aronson spielt darin gleich drei Rollen.
- 1909: In Wien wird das Singspiel Brüderlein fein von Leo Fall uraufgeführt.
- 1909: In der Galerie Heinrich Thannhausers wird die erste Ausstellung der Neuen Künstlervereinigung München eröffnet.
- 1911: Hugo von Hofmannsthals Theaterstück Jedermann wird im Berliner Zirkus Schumann unter der Regie von Max Reinhardt uraufgeführt.
- 1924: Am Liberty Theatre in New York erfolgt die Uraufführung des Musicals Lady, Be Good von George Gershwin.
- 1924: In Berlin gründen die Schauspieler Paul Morgan, Kurt Robitschek und Max Hansen das Kabarett der Komiker.
- 1956: Am Martin Beck Theatre in New York wird die romantische Operette Candide von Leonard Bernstein uraufgeführt.
- 1969: In Frankreich hat Henri Verneuils Gangsterfilm Der Clan der Sizilianer Premiere.
- 1984: Der Sender 3sat startet sein Programm als Gemeinschaftsproduktion von ZDF, ORF und SRG.
- 1986: Die erste Jugendwelle von Radio Bremen, Bremen Vier, nimmt den Sendebetrieb auf.

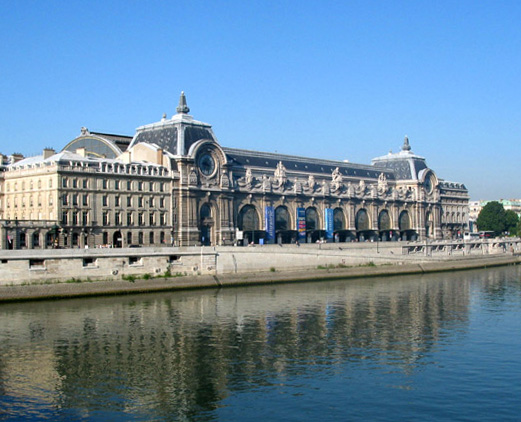
1986: Musée d’Orsay

- 1986: In Paris wird das von einem Bahnhof in ein Kunstmuseum umgebaute Musée d’Orsay eröffnet.
- 1991: Mit SWF4 Rheinland-Pfalz geht das erste regionale Rundfunkprogramm des Südwestfunks auf Sendung.
- 1993: Der deutsche Musikfernsehsender VIVA nimmt den Sendebetrieb auf.
- 2004: Nachdem der Berliner Senat den Berliner Symphonikern trotz Protesten die öffentlichen Zuschüsse gestrichen hat, wird ein Insolvenzverfahren über den Trägerverein eröffnet, um das Orchester in der Folge als privatwirtschaftlich geführtes Unternehmen erhalten zu können.
- 2012: Michael Hanekes Spielfilm Liebe gewinnt den Europäischen Filmpreis.

### Gesellschaft
- 1886: Der Amtsrichter Emil Hartwich stirbt nach einem Duell. Theodor Fontane verarbeitet den Fall in seinem Roman Effi Briest.

### Religion
- 0722: Papst Gregor II. schreibt dem Missionar Bonifatius vor, wie er Einkünfte der Kirche – den im 8. Jahrhundert entstandenen Zehnt – und Opfergaben verwenden soll.

### Katastrophen
- 1923: Die Gleno-Talsperre im Valle di Scalve in Bergamo, Italien bricht. Bei der Katastrophe sterben bis zu 600 Menschen.
- 1981: Eine McDonnell Douglas MD-80 (Inex-Adria-Aviopromet-Flug 1308) der jugoslawischen Inex Adria Aviopromet prallt während des Landeanflugs auf die korsische Hauptstadt Ajaccio gegen einen Berg. Alle 178 Personen an Bord sterben.
- 2006: Der Taifun Durian löst am Vulkan Mayon auf den Philippinen mehrere Schlammlawinen aus, die fast 1.000 Menschen unter sich begraben. Rund eine Million Menschen werden obdachlos.

Kleinere Unglücksfälle sind in den Unterartikeln von Katastrophe und in der Liste von Katastrophen aufgeführt.

### Sport
- 2006: Eine Premiere im französischen Fußball seit dem Ende des Zweiten Weltkrieges: Das Fußballspiel von Paris Saint-Germain gegen FC Toulouse, welches am 16. Spieltag der Ligue 1 ausgetragen werden sollte, wird aus Sicherheitsgründen verschoben. Das Nachholspiel wird am 17. Januar 2007 ausgetragen.
- 2011: In Toronto beginnt die erste Weltmeisterschaft im Roller Derby, die bis zum 4. Dezember 2011 stattfindet. Es nehmen die Nationalmannschaften von Argentinien, Australien, Brasilien, Deutschland, England, Finnland, Frankreich, Irland, Kanada, Neuseeland, Schottland, Schweden und den USA teil.

Einträge von Leichtathletik-Weltrekorden befinden sich unter der jeweiligen Disziplin unter Leichtathletik.

## Geboren

### Vor dem 18. Jahrhundert
- 1244: Bonifaz, Graf von Savoyen
- 1415: Jan Długosz, polnischer Diplomat, Geograph und Historiker
- 1438: Pierre II. de Bourbon, Herzog von Bourbon
- 1443: Madeleine de France, Regentin des Königreichs Navarra
- 1466: Agostino Chigi, italienischer Bankier und Mäzen
- 1504: Melchior Kling, deutscher Jurist und Rechtswissenschaftler
- 1521: Takeda Shingen, Daimyō der japanischen Sengoku-Zeit
- 1525: Tadeáš Hájek z Hájku, tschechischer Astronom und persönlicher Arzt Rudolfs II.
- 1527: William Brooke, 10. Baron Cobham, englischer Adeliger und Politiker
- 1533: Basilius Amerbach, Schweizer Jurist und Kunstsammler
- 1561: Sophie Hedwig von Braunschweig-Wolfenbüttel, Herzogin von Pommern-Wolgast
- 1566: Philipp von Nassau, niederländischer Militär
- 1572: Wilhelm Slavata, Oberstlandkämmerer, Oberstkämmerer und Oberstkanzler von Böhmen
- 1605: Jeremy Clarke, englischer Händler, Politiker und Offizier
- 1611: Nicolaus von Avancini, deutscher Jesuit, Pädagoge, Dichter und Dramatiker
- 1620: Friedrich von Jena, deutscher Rechtswissenschaftler, Diplomat und Staatsmann
- 1623: Christian Ludwig I., Herzog von Mecklenburg-Schwerin
- 1655: Wolf Christoph Zorn von Plobsheim, deutscher Architekt
- 1660: Georg Christoph Stertzing, deutscher Orgelbauer

### 18. Jahrhundert
- 1701: Fortunato da Brescia, italienischer Theologe, Franziskaner und Philosoph
- 1702: Moritz Adolf Karl von Sachsen-Zeitz-Neustadt, sächsischer Adliger und Geistlicher, Herzog von Sachsen-Zeitz-Pegau-Neustadt, Domherr in Köln, Bischof von Königgrätz und Leitmeritz
- 1710: Michele Marieschi, italienischer Maler
- 1716: Étienne-Maurice Falconet, französischer Bildhauer
- 1717: Philipp Erasmus Reich, deutscher Buchhändler und Verleger
- 1717: Grigori Teplow, russischer Komponist
- 1722: Jean-Pierre de Bougainville, französischer Althistoriker

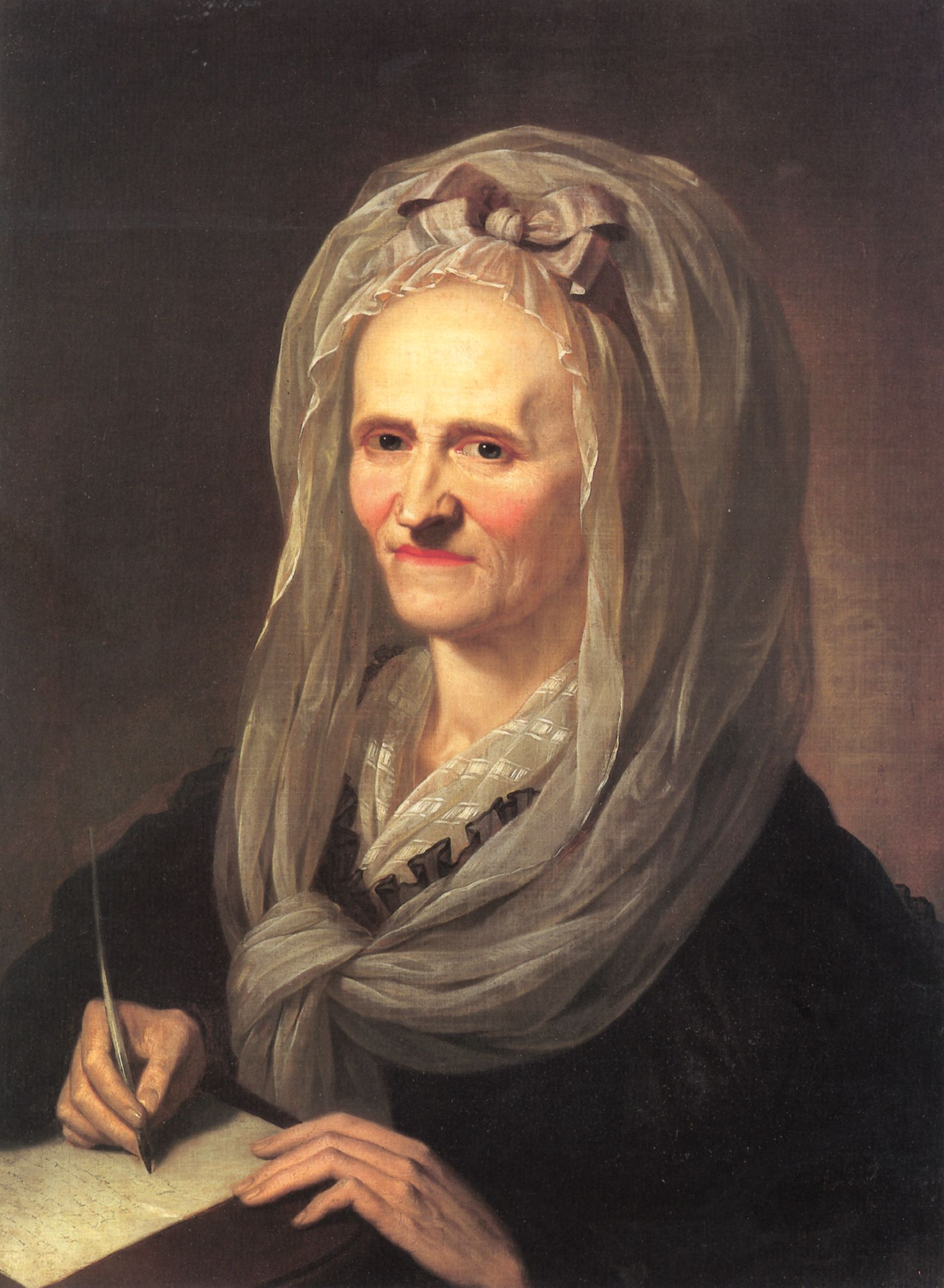
Anna Louisa Karsch (* 1722)

- 1722: Anna Louisa Karsch, deutsche Dichterin
- 1724: Dismas Hataš, böhmischer Komponist
- 1725: Friedrich Christian Kaas, dänischer Kammerherr und Admiral
- 1726: Eggert Ólafsson, isländischer Dichter, Naturforscher, Philologe, Archäologe, Ökonom und Historiker
- 1726: Oliver Wolcott, britisch-amerikanischer Militär und Politiker, Mitglied des Kontinentalkongresses, Gouverneur von Connecticut
- 1727: Friedrich Christian Kaas, dänischer Kammerherr und Admiral
- 1727: Stepan Iwanowitsch Scheschkowski, russischer Geheimrat, höchster Untersuchungsbeamter für besonders geheime Staatsaffären
- 1728: Jędrzej Kitowicz, polnischer Geistlicher und Historiker
- 1729: Giuseppe Sarti, italienischer Komponist (Taufdatum)
- 1734: Adam Kazimierz Czartoryski, polnischer Adeliger
- 1737: Johann Ludewig Hogrewe, deutscher Ingenieur und Kartograf
- 1737: William Shepard, US-amerikanischer Offizier und Politiker, Mitglied des Repräsentantenhauses
- 1743: Martin Heinrich Klaproth, deutscher Chemiker
- 1751: Charles Philippe Ronsin, französischer Politiker und Offizier
- 1752: Johann Bernhard Lippert, deutscher evangelischer Theologe
- 1754: Albrecht Wilhelm von Pannwitz, preußischer Landrat
- 1780: Bernhard Rudolf Abeken, deutscher Philologe und Schulmann
- 1781: Ferdinand Wedel-Jarlsberg, norwegischer Offizier, Oberkommandierender der Armee
- 1785: Victor de Broglie, französischer Staatsmann und Diplomat, mehrfacher Minister, Mitglied der Nationalversammlung
- 1788: Makari Iwanow, russischer Mönch
- 1789: William Carr Lane, US-amerikanischer Politiker, Gouverneur des New-Mexico-Territoriums
- 1792: Francis Granger, US-amerikanischer Politiker, Mitglied des Repräsentantenhauses, Minister
- 1792: Heinrich Karsten, deutscher evangelisch-lutherischer Theologe

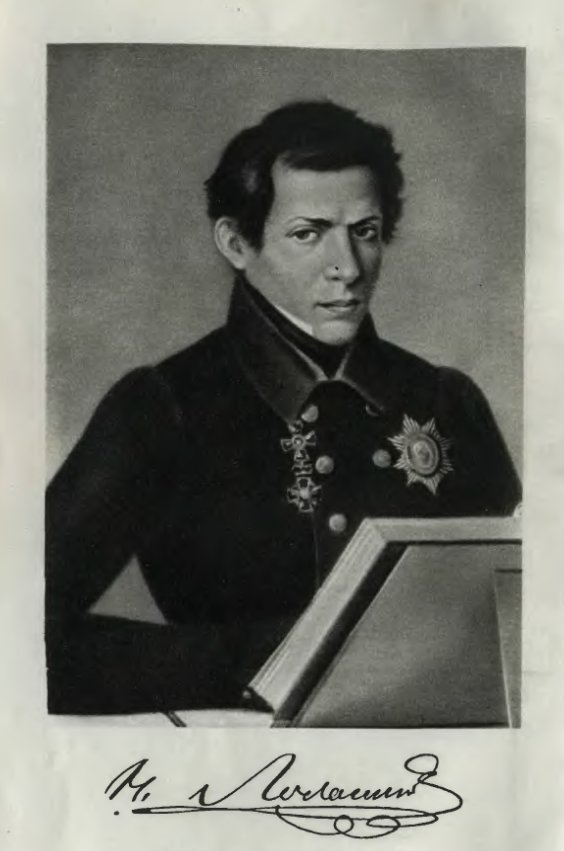
Nikolai Lobatschewski (* 1792)

- 1792: Nikolai Lobatschewski, russischer Mathematiker
- 1795: Jean Lowry Rankin, US-amerikanische Abolitionistin, Fluchthelferin im Untergrundnetzwerk Underground Railroad
- 1796: Friedrich Wilhelm Buttel, preußischer Baumeister, Oberbaurat und Hofbaumeister
- 1797: Olga Sergejewna Pawlischtschewa, Schwester von Alexander Puschkin
- 1800: Louise von Holtei, österreichisch-deutsche Theaterschauspielerin und Sängerin
- 1800: Mihály Vörösmarty, ungarischer Dichter, Redakteur und Übersetzer

### 19. Jahrhundert

#### 1801–1850
- 1803: Wilhelm Winter, deutscher Jurist, Gutsbesitzer und Politiker, Regierungspräsident von Nassau, MdL, MdR
- 1807: Augustin Oestreich, deutscher Orgelbauer
- 1808: Atto Vannucci, italienischer Geschichtsschreiber und Professor der Humanitätswissenschaften
- 1809: Joseph Gungl, ungarischer Komponist
- 1819: Philipp Krementz, deutscher Theologe, Kardinal und Erzbischof von Köln
- 1822: Red Cloud, Häuptling der Lakota-Indianer
- 1823: Ernest Reyer, französischer Komponist und Musikkritiker
- 1823: Karl Schenk, Schweizer Politiker, Regierungsrat von Bern, Bundesrat, Bundespräsident

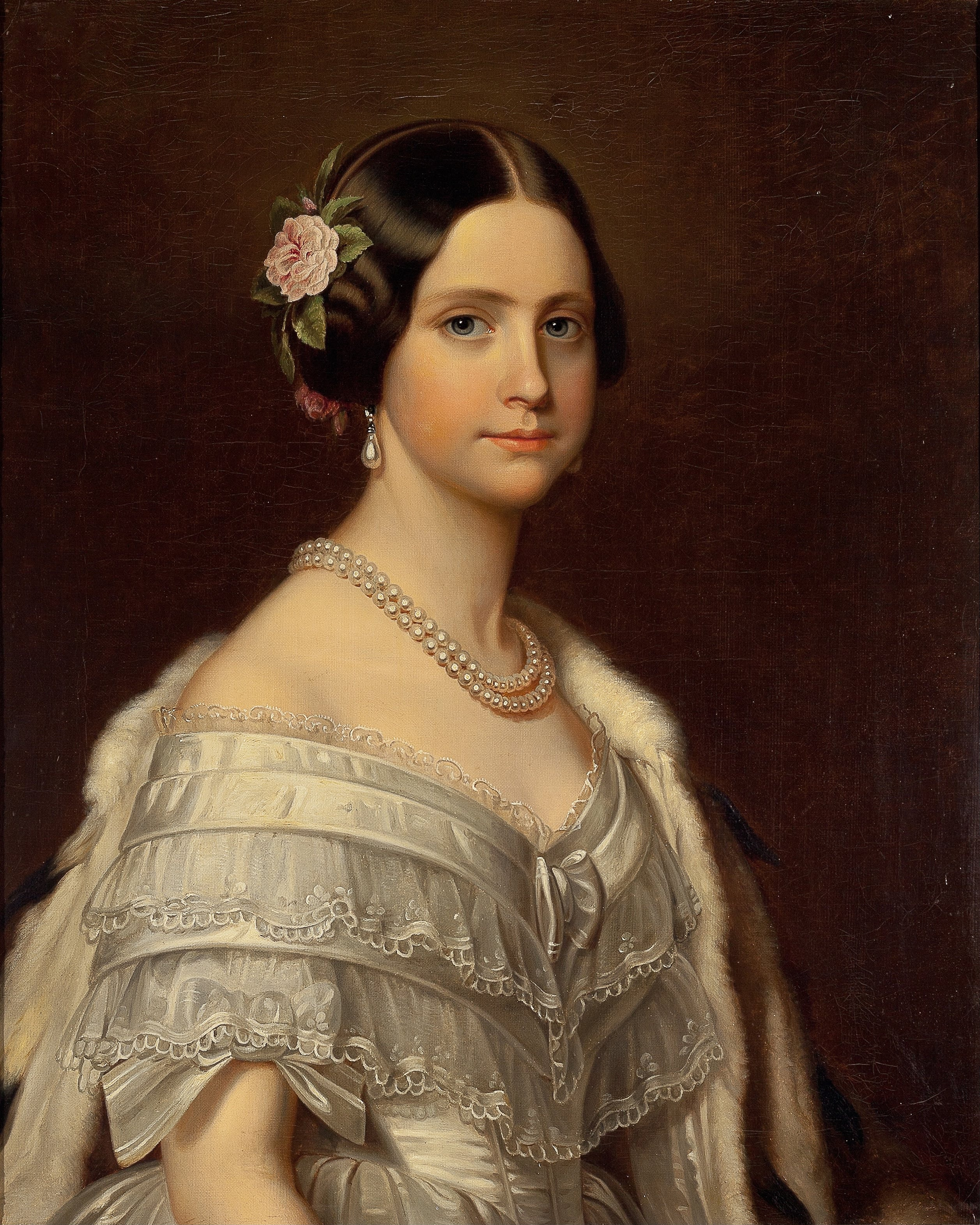
Maria Amalia von Brasilien (* 1831)

- 1831: Maria Amalia von Brasilien, Prinzessin von Brasilien
- 1832: Friedrich Helbig, deutscher Jurist und Schriftsteller
- 1836: Rudolph Freiherr von Roman zu Schernau, deutscher Politiker, Regierungspräsident von Oberfranken

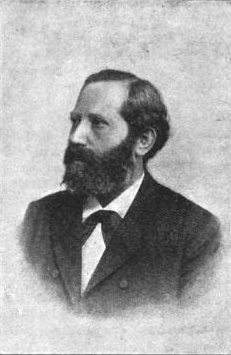
Carl Arendt (* 1838)

- 1838: Carl Arendt, deutscher Sinologe
- 1840: Marie Bracquemond, französische Malerin des Impressionismus
- 1840: Marie de la Croix, französische Ordensschwester und Mystikerin
- 1841: Friedrich Leon Pohle, deutscher Maler
- 1844: Alexandra von Dänemark, dänische Prinzessin, Gemahlin des britischen Königs Edward VII.
- 1844ː Henriette von Poschinger, deutsche Designerin
- 1845: Georg Atzel, deutscher Politiker, MdL
- 1845: Eduard Riecke, deutscher Experimentalphysiker
- 1845: Henriette von Poschinger, bayerische Glas-Designerin
- 1845: Niijima Yae, japanische Samuraitochter und Krankenschwester
- 1846: Ledi Sayadaw, buddhistischer Mönch
- 1847: Antonín Chittussi, tschechischer Maler

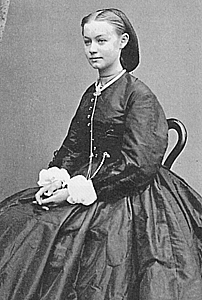
Agathe Backer Grøndahl (* 1847)

- 1847: Agathe Backer Grøndahl, norwegische Komponistin und Pianistin
- 1847: Gustav Hertel, deutscher Historiker
- 1847: Christine Ladd-Franklin, US-amerikanische Mathematikerin (Logik) und Psychologin
- 1847: Ludwig Medicus, deutscher Chemiker und Pharmazeut
- 1847: Peter Norrenberg, deutscher Priester, Historiker und Sozialpolitiker
- 1847: Helma Steinbach, deutsche Gewerkschafterin, Mitbegründerin der Pro-Konsumgenossenschaft
- 1848: Enrique el Mellizo, spanischer Flamenco-Sänger
- 1848: Evan E. Settle, US-amerikanischer Politiker, Mitglied des Repräsentantenhauses
- 1848: Joseph Chaim Sonnenfeld, ungarischer Großrabbiner
- 1848: Franz Statz, deutscher Architekt und Dombaumeister
- 1850: Peter Erasmus Lange-Müller, dänischer Komponist
- 1850: Robert Wilson Shufeldt junior, US-amerikanischer Ornithologe, Arzt und Offizier

#### 1851–1900
- 1851: Eugenie Schumann, deutsche Pianistin und Autorin

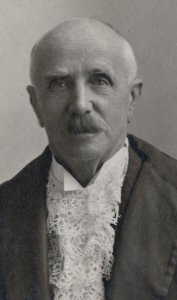
John William Evans (* 1855)

- 1855: John William Evans, australischer Politiker und Premier von Tasmanien
- 1856: Georg Hummel, deutscher Elektrotechniker, Erfinder und Unternehmer
- 1857: Reinhold Steig, deutscher Literaturhistoriker
- 1861: Sofie Brehm-Fritsch, deutsche Opernsängerin und Gesangspädagogin
- 1861: Carl Legien, deutscher Gewerkschafter
- 1861: Maria Stonawski, Mäzenin und Schriftstellerin
- 1864: Friedrich Stuber, Schweizer Lehrer und Politiker
- 1867: Robert P. Lamont, US-amerikanischer Politiker
- 1867: Julian Michaux, russischer Fechter
- 1867: Ignacy Mościcki, polnischer Wissenschaftler und Politiker
- 1868: Nettie Adler, britische Politikerin und Sozialarbeiterin
- 1868: Maria Tusch, österreichische Arbeiterin und Politikerin
- 1869: Vladimir R. Đorđević, serbischer Musikwissenschaftler und -ethnologe

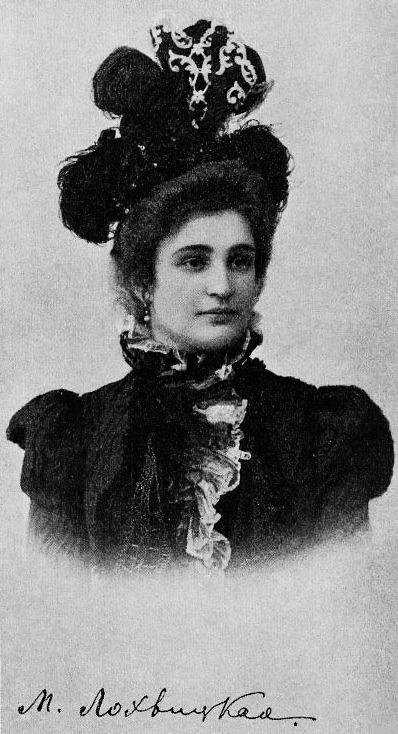
Marija Alexandrowna Lochwizkaja (* 1869)

Philine Tormin (* 1892)

- 1869: Marija Alexandrowna Lochwizkaja, russische Dichterin
- 1871: Elisabeth Grünwaldt, deutsche Erzieherin, Puppengestalterin, Kostümbildnerin und Scherenschnittkünstlerin
- 1872: Eduard Paul Benedict Frese, deutsch-baltischer Geistlicher und evangelischer Bekenner
- 1873: Wiktor Tschernow, russischer Politiker
- 1875: Otto Ampferer, österreichischer Alpinist und Geologe
- 1875: Sophie Jourdan, deutsche Medizinerin, eine der ersten an der Universität Rostock zum Studium zugelassenen Frauen
- 1876: Louvigny de Montigny, kanadischer Journalist, Schriftsteller und Kritiker
- 1878: George Arundale, britisch-indischer Freimaurer und Theosoph
- 1878: Lorenz Rogger, Schweizer Katholischer Geistlicher und Pädagoge
- 1878: Bruno Tanzmann, deutscher Schriftsteller und Verleger
- 1878: Amalie Volz, deutsche Gründerin der ersten evangelischen Mütterschule Württembergs
- 1879: Blanche DuBuisson, kanadische Sängerin und Schauspielerin
- 1879: Ogiwara Rokuzan, japanischer Bildhauer
- 1880: Gertzlaff von Hertzberg, deutscher Jurist und Politiker
- 1880: Thomas Griffith Taylor, australischer Geologe, Geograph Anthropologe und Polarforscher
- 1882: Armida Barelli, italienische Aktivistin der Frauenbewegung
- 1884: Franziska Schlopsnies, deutsche Mode-, Plakat- und Werbegrafikerin, Opfer des Holocaust
- 1884: Karl Schmidt-Rottluff, deutscher Maler, Grafiker und Plastiker des Expressionismus
- 1885: Hans Eicke, deutscher Leichtathlet
- 1885: Alexander Pawlowitsch Mogilewskij, ukrainisch-russischer Maler
- 1885: Sidonie Nádherná von Borutín, böhmische Baronin und Salonière
- 1885: Ekrem Bey Vlora, albanischer Adliger, Politiker und Autor
- 1886: Mollie Kyle, Indianerin und Überlebende der Osage-Morde
- 1886: Rex Stout, US-amerikanischer Krimi-Schriftsteller
- 1889: Darcy Hadfield, neuseeländischer Ruderer
- 1891: Sophie Tschorn, deutsche Hörfunkpionierin und Schriftstellerin
- 1892: Philine Leudesdorff-Tormin, deutsche Schauspielerin
- 1892: Christel Felizitas Schmid, Pfadfinderin und Ordensgründerin
- 1893: Robert Doutrebente, französischer Automobilrennfahrer
- 1893: Ernst Toller, deutscher Politiker, Revolutionär und Schriftsteller
- 1894: Günther Hermann Richard Arndt, deutscher Politiker
- 1894: Frank Fragale, US-amerikanischer Komponist italienischer Herkunft
- 1895: Heinrich Krone, deutscher Politiker, MdR, MdB und Bundesminister
- 1895: Henry Williamson, britischer Schriftsteller

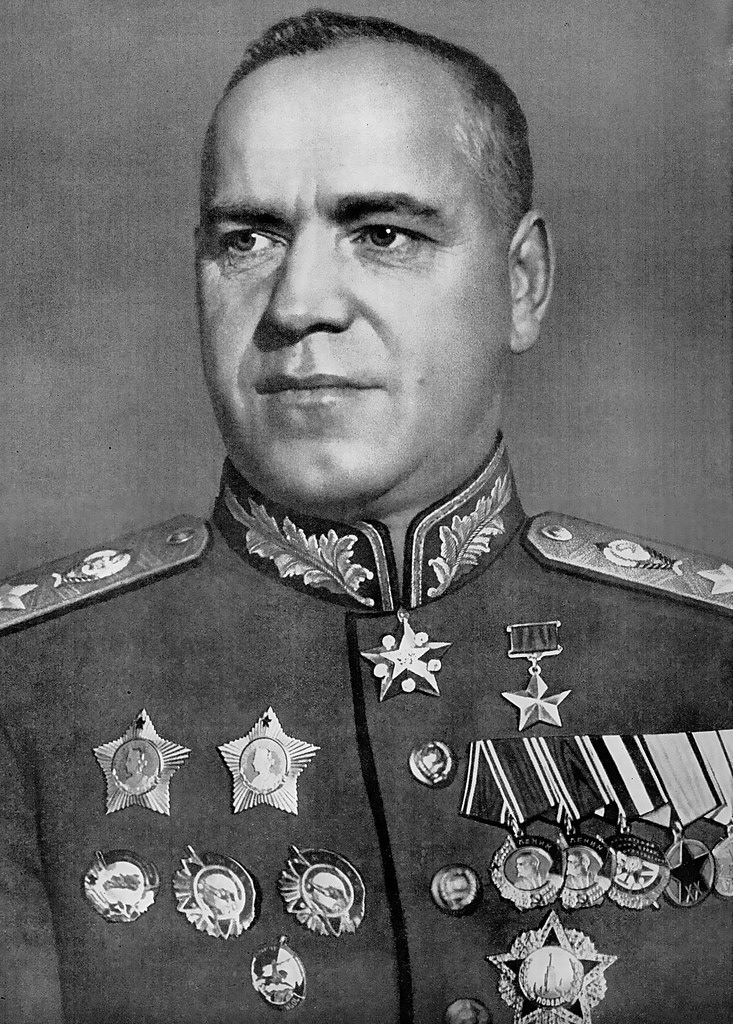
Georgi Schukow (* 1896)

- 1896: Georgi Schukow, sowjetischer General und Verteidigungsminister, vierfacher Held der Sowjetunion
- 1896: Hans Müller, österreichischer Schachmeister, Autor und Graphologe
- 1896: Petko Stajnow, bulgarischer Komponist
- 1897: Xaver Affentranger, Schweizer Skispringer, Nordischer Kombinierer und Skilangläufer
- 1897: Josef Auinger, österreichischer Kriminalbeamter
- 1897: Helen de Guerry Simpson, australische Schriftstellerin und Politikerin
- 1897: Else Hoppe, deutsche Literaturwissenschaftlerin
- 1897: Hansl Schmid, österreichischer Wienerliedsänger
- 1898: René Mercet, Schweizer Fußballschiedsrichter
- 1899: Emma Gumz, deutsche Wäschereiinhaberin, Gerechte unter den Völkern
- 1899: Hedy Pfundmayr, österreichische Tänzerin, Choreographin und Filmschauspielerin

### 20. Jahrhundert

#### 1901–1925
- 1901: Israel Brandmann, ukrainisch-israelischer Komponist, Dirigent und Violinist
- 1901: Susanne Räder-Großmann, deutsche Politikerin
- 1902: Hermann Auer, deutscher Physiker
- 1902: Carola Williams, deutsche Zirkusdirektorin
- 1903: Kurt Schuster, deutscher Physiker

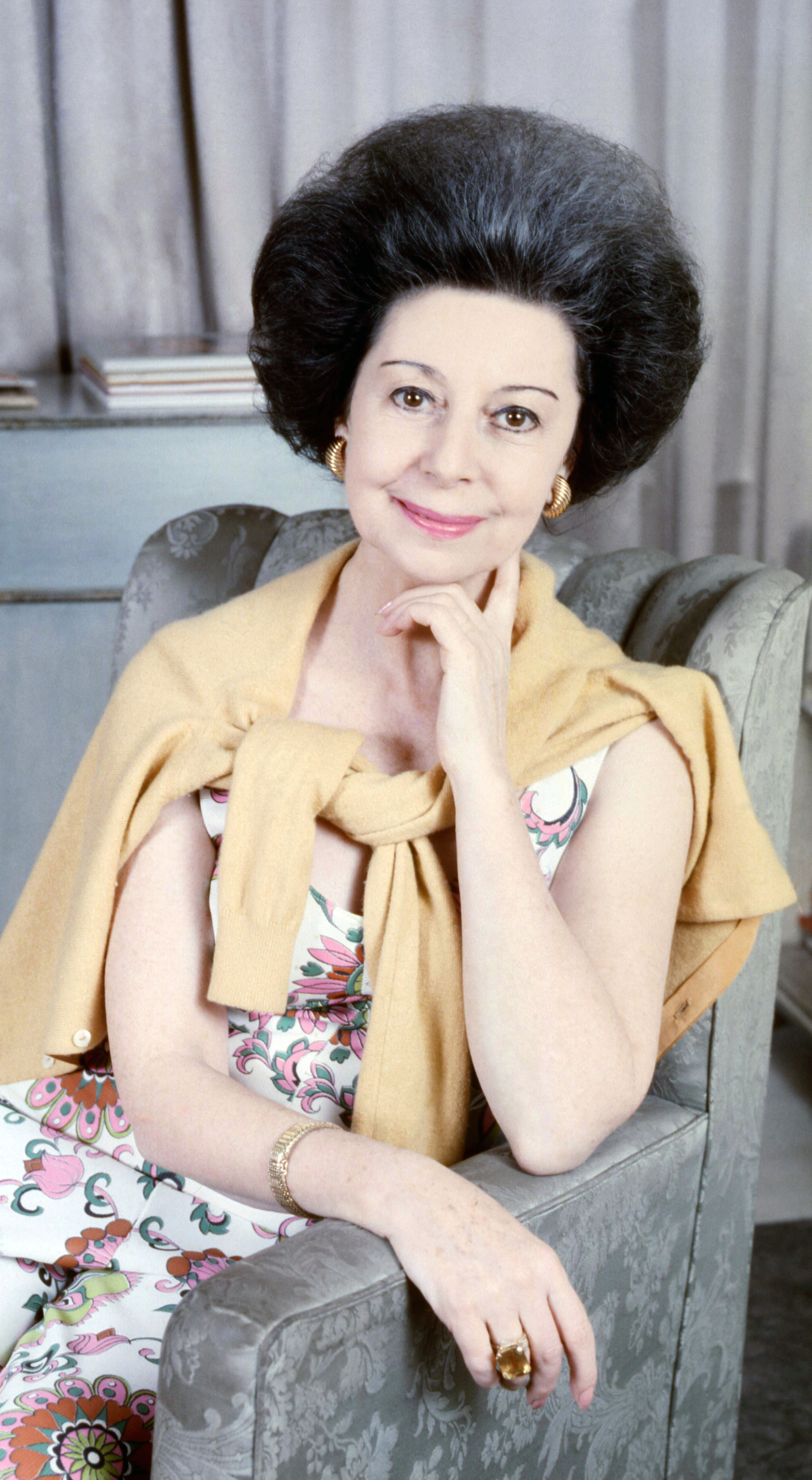
Alicia Markova (* 1910)

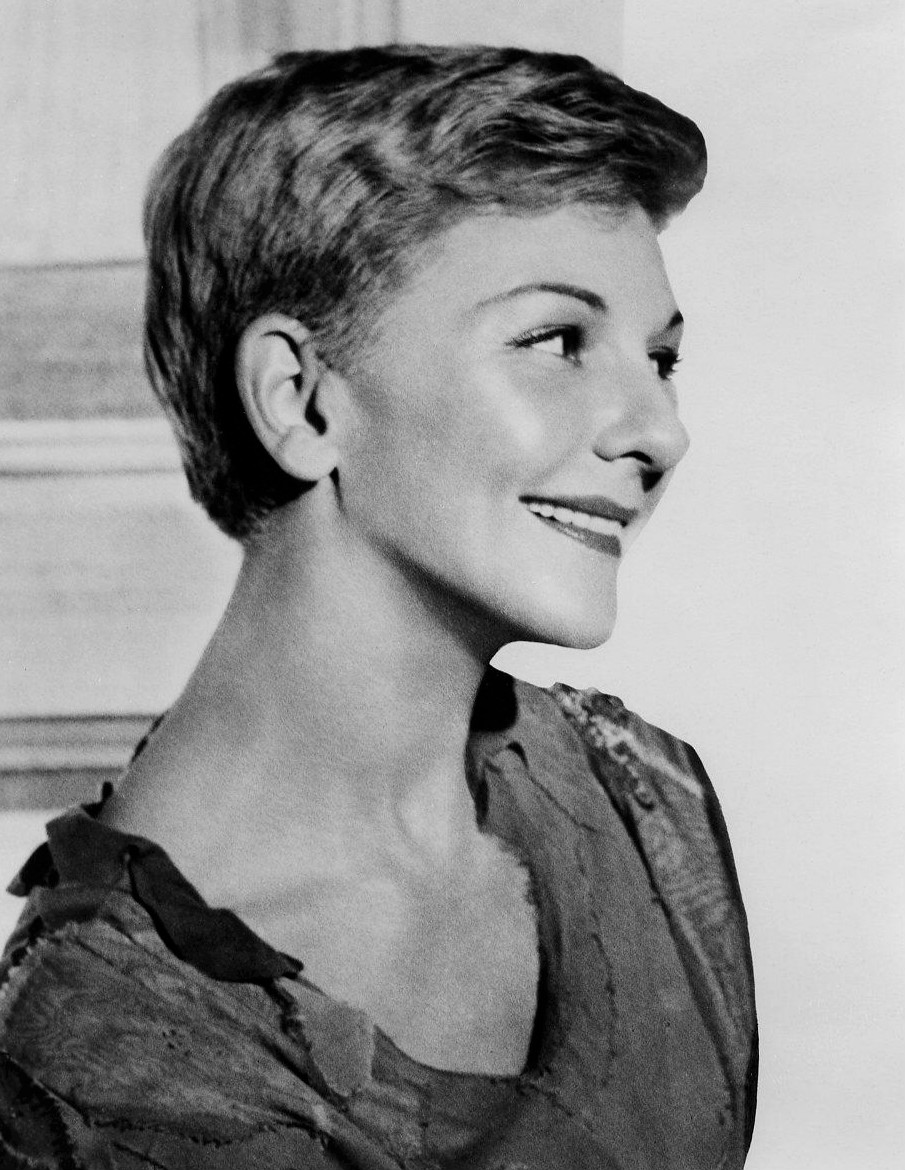
Mary Martin (* 1913)

- 1905: Clarence Melvin Zener, US-amerikanischer Physiker und Elektrotechniker
- 1906: Lore Grages, deutsche Übersetzerin für Französisch und Niederländisch
- 1906: Berta Scharrer, deutsch-US-amerikanische Neurowissenschaftlerin
- 1909: Franz Bardon, tschechischer Esoteriker
- 1909: Anatolij Kos-Anatolskyj, ukrainischer Komponist
- 1909: Hans-Heinrich Sievert, deutscher Leichtathlet
- 1910: Alicia Markova, britische Balletttänzerin
- 1911: Rudolf Eyfrig, deutscher Physiker
- 1911: Franz Binder, österreichisch-deutscher Fußballspieler und -trainer
- 1911: Ralph Kercheval, US-amerikanischer American-Football-Spieler
- 1912: Hans Hauschulz, deutscher Politiker
- 1912: Minoru Yamasaki, US-amerikanischer Architekt
- 1913: Mary Ainsworth, US-amerikanische Entwicklungspsychologin
- 1913: Hans Glinz, Schweizer Sprachwissenschaftler und Germanist
- 1913: Heorhij Majboroda, ukrainischer Komponist
- 1913: Mary Martin, US-amerikanische Schauspielerin
- 1913: Luggi Waldleitner, deutscher Filmproduzent

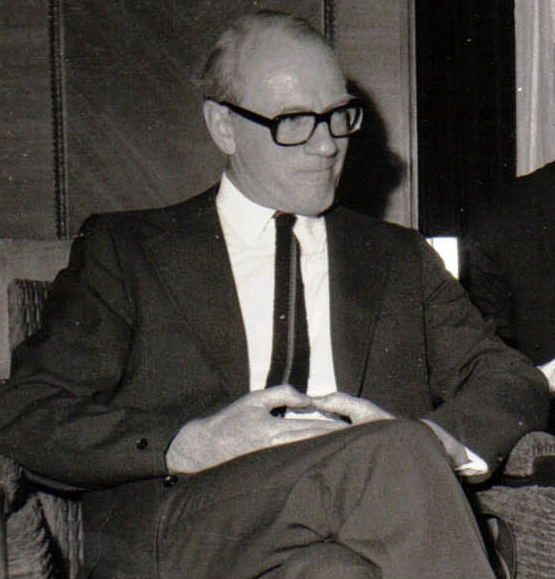
Knud Børge Andersen (* 1914)

- 1914: Knud Børge Andersen, dänischer Politiker
- 1915: Jo Wegener, deutsche Schauspielerin, Hörspiel- und Synchronsprecherin
- 1917: Gerd Schmückle, deutscher General
- 1918: Platon Majboroda, ukrainischer Komponist
- 1918: Liselotte Schließer, deutsche Heimatforscherin und Archivarin
- 1919: Lurlean Hunter, US-amerikanische Jazzsängerin
- 1919: Anne Cox Chambers, US-Botschafterin in Belgien
- 1920: Jewgenija Andrejewna Schigulenko, sowjetische Bomberpilotin und Filmregisseurin
- 1922: Monique Bauer-Lagier, Schweizer Politikerin und Frauenrechtlerin
- 1922: Gerd Mehl, deutscher Sportreporter
- 1923: Morris, belgischer Comic-Zeichner und Autor
- 1924: Masao Horiba, japanischer Erfinder und Geschäftsmann
- 1924: Györgyi Székely-Marvalics, ungarische Florettfechterin
- 1925: Kurt Kelm, deutscher Übersetzer
- 1925: Manfred Köhnlechner, deutscher Heilpraktiker
- 1925: Martin Rodbell, US-amerikanischer Mediziner
- 1925: Peter Thomas, deutscher Filmkomponist

#### 1926–1950
- 1926: Margret Krick, deutsche Verlegerin und Unternehmerin
- 1926: Allyn Ann McLerie, war eine US-amerikanische Schauspielerin, Sängerin und Tänzerin
- 1926: Keith Michell, australischer Schauspieler
- 1926: Rosemarie Pohl-Weber, deutsche Bibliothekarin, Journalistin, Volkskundlerin und Museumsdirektorin
- 1927: Dick Guldstrand, US-amerikanischer Unternehmer und Automobilrennfahrer
- 1928: Anna Heilman, Beteiligte am bewaffneten Aufstand des Häftlings-Sonderkommandos im KZ Auschwitz-Birkenau
- 1928: Emily McLaughlin, US-amerikanische Schauspielerin
- 1928: Klaus Rainer Röhl, deutscher Journalist und Publizist
- 1929: Wolfgang Anheisser, deutscher Opernsänger
- 1929: Alfred Moisiu, albanischer Politiker, Staatspräsident
- 1929: Karl Otto Pöhl, deutscher Beamter und Bankier, Präsident der Bundesbank

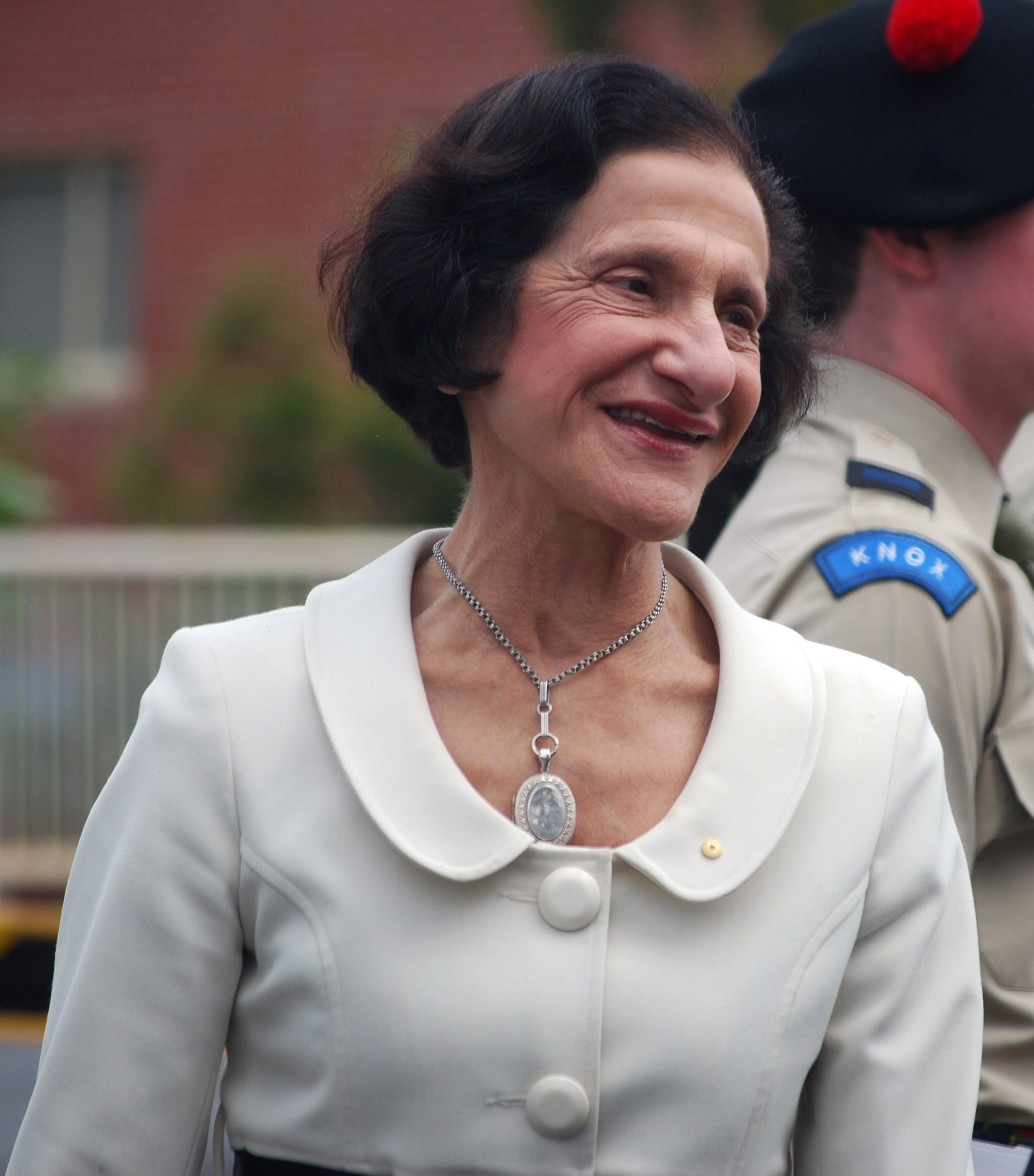
Marie Bashir (* 1930)

- 1930: Marie Bashir, australische Politikerin und Medizinerin
- 1930ː Ursula Bonhoff, deutsche Fernsehregisseurin und Drehbuchautorin
- 1930: Joachim Hoffmann, deutscher Historiker und Publizist
- 1930: Carlheinz Hollmann, deutscher Fernsehmoderator
- 1931: Juanita Abernathy, US-amerikanische Bürgerrechtsaktivistin, Hochschullehrerin und Geschäftsfrau
- 1931: Jean-Claude Abrioux, französischer Politiker

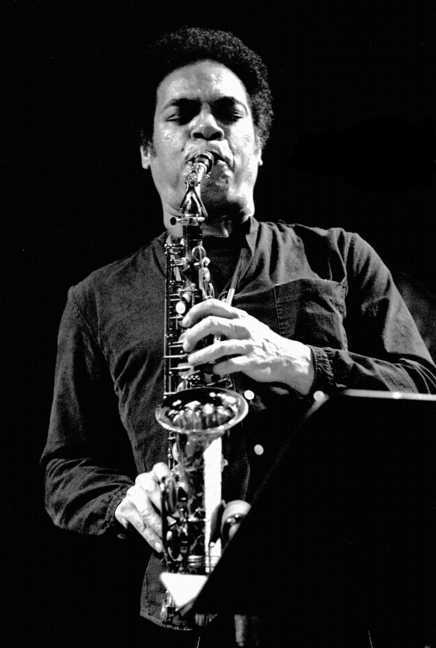
Jimmy Lyons (* 1931)

- 1931: Jimmy Lyons, US-amerikanischer Jazz-Saxophonist
- 1933: Horst Eylmann, deutscher Politiker, MdB
- 1933: Lou Rawls, US-amerikanischer Sänger
- 1933: Violette Verdy, französische Ballerina, Choreografin, Hochschullehrerin, Schriftstellerin und Ballettdirektorin
- 1933: James Wolfensohn, US-amerikanischer Jurist und Bankier, Präsident der Weltbank
- 1934: Wilhelm Keim, deutscher Chemiker
- 1934: Billy Paul, US-amerikanischer Sänger

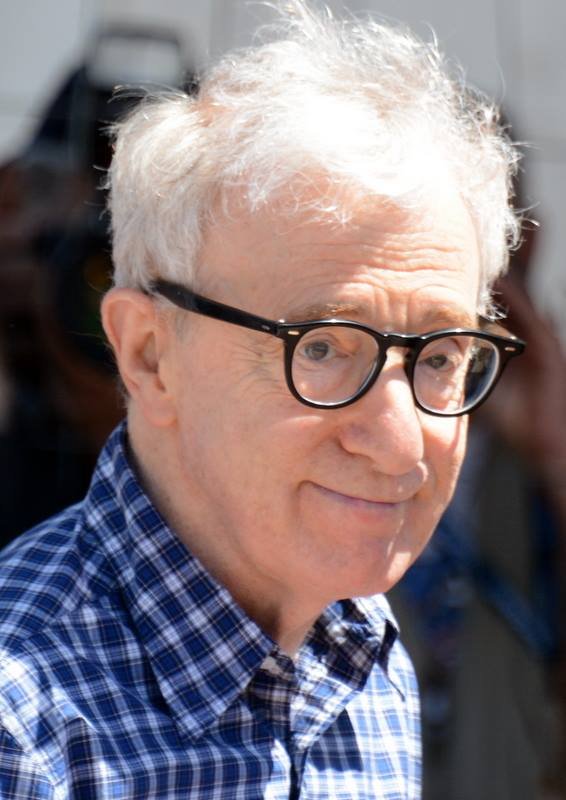
Woody Allen (* 1935)

- 1935: Woody Allen, US-amerikanischer Komiker und Regisseur, Autor und Schauspieler
- 1935: Walter Demel, deutscher Skilangläufer
- 1935: Victorița Dumitrescu, rumänische Handballspielerin
- 1935: Heinz Riesenhuber, deutscher Politiker, MdB, Bundesminister
- 1935: Ivica Šerfezi, jugoslawischer Schlagersänger
- 1935: Amedeo Tommasi, italienischer Jazzmusiker und Komponist
- 1936: Günter Hannstein, deutscher Brigadegeneral
- 1936: Lize Marke, belgische Sängerin
- 1936: Rudolf Reibold, deutscher Brigadegeneral, stellvertretender Leiter des Militärischen Abschirmdienstes
- 1936: Peter Sutcliffe, britischer Automobilrennfahrer und Unternehmer

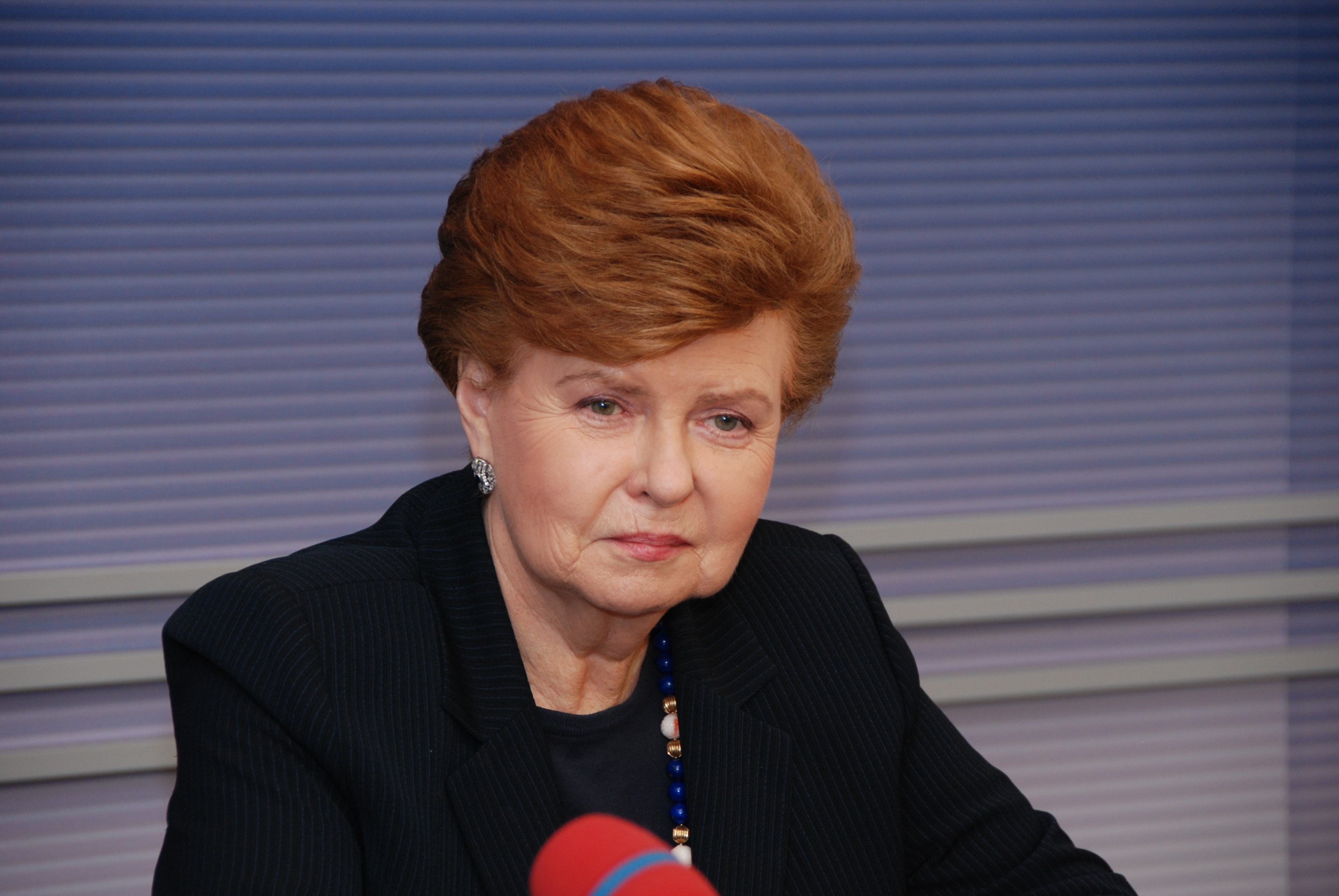
Vaira Vīķe-Freiberga (* 1937)

- 1937: Vaira Vīķe-Freiberga, lettische Psychologin, Staatspräsidentin
- 1938: Richard Dürr, Schweizer Fußballspieler
- 1938: Carlos Garnett, US-amerikanischer Jazz-Saxophonist
- 1938: Evelyn Gressmann, deutsche Schauspielerin und Synchronsprecherin
- 1938: Anna Mazzamauro, italienische Schauspielerin und Sängerin
- 1938: Toni Schumacher, deutscher Fußballspieler
- 1939: Renate Breuer, deutsche Kanutin
- 1939: Jens Ulbricht, deutscher Leichtathlet
- 1940: Mário Fernandes da Graça Machungo, mosambikanischer Premierminister
- 1940: Richard Pryor, US-amerikanischer Komiker
- 1940: Nora Schimming-Chase, namibische Politikerin und Bürgerrechtlerin
- 1941: Stephen A. Benton, US-amerikanischer Physiker
- 1941: Federico Faggin, italienischer Unternehmer
- 1941: Günter Graf, deutscher Politiker, MdB
- 1941: Peter Letzgus, deutscher Politiker, MdB
- 1942: Mohamed Kamel Amr, ägyptischer Diplomat und Politiker
- 1942: Dieter Annies, deutscher Politiker, MdB
- 1942: Harlene Anderson, US-amerikanische Psychologin, Psychotherapeutin und Sachbuchautorin
- 1943: Wolf-Rüdiger Eisentraut, deutscher Architekt

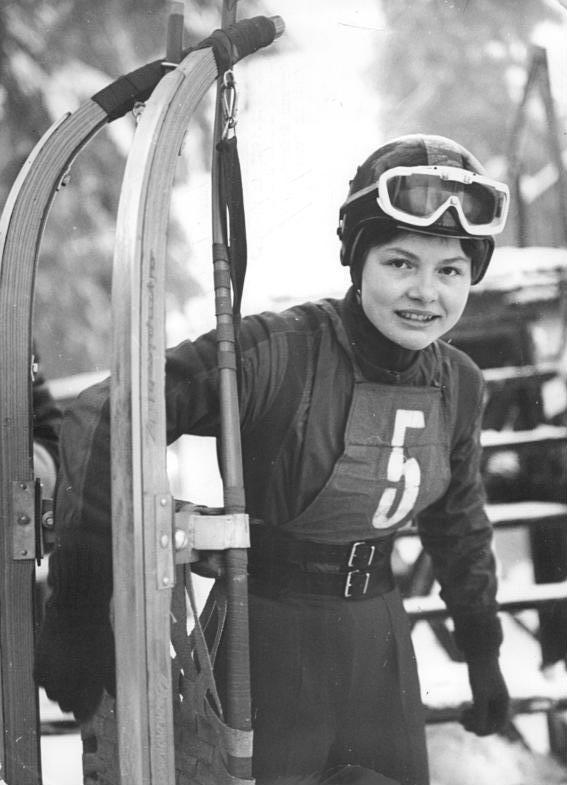
Ortrun Enderlein (* 1943)

- 1943: Ortrun Enderlein, deutsche Rennrodlerin
- 1943: Kenny Moore, US-amerikanischer Langstreckenläufer und Sportjournalist
- 1943: Marlis Heide Schmidt, Übersetzungswissenschaftlerin
- 1943: Anne Tardos, französisch-US-amerikanische Autorin und Multimediakünstlerin

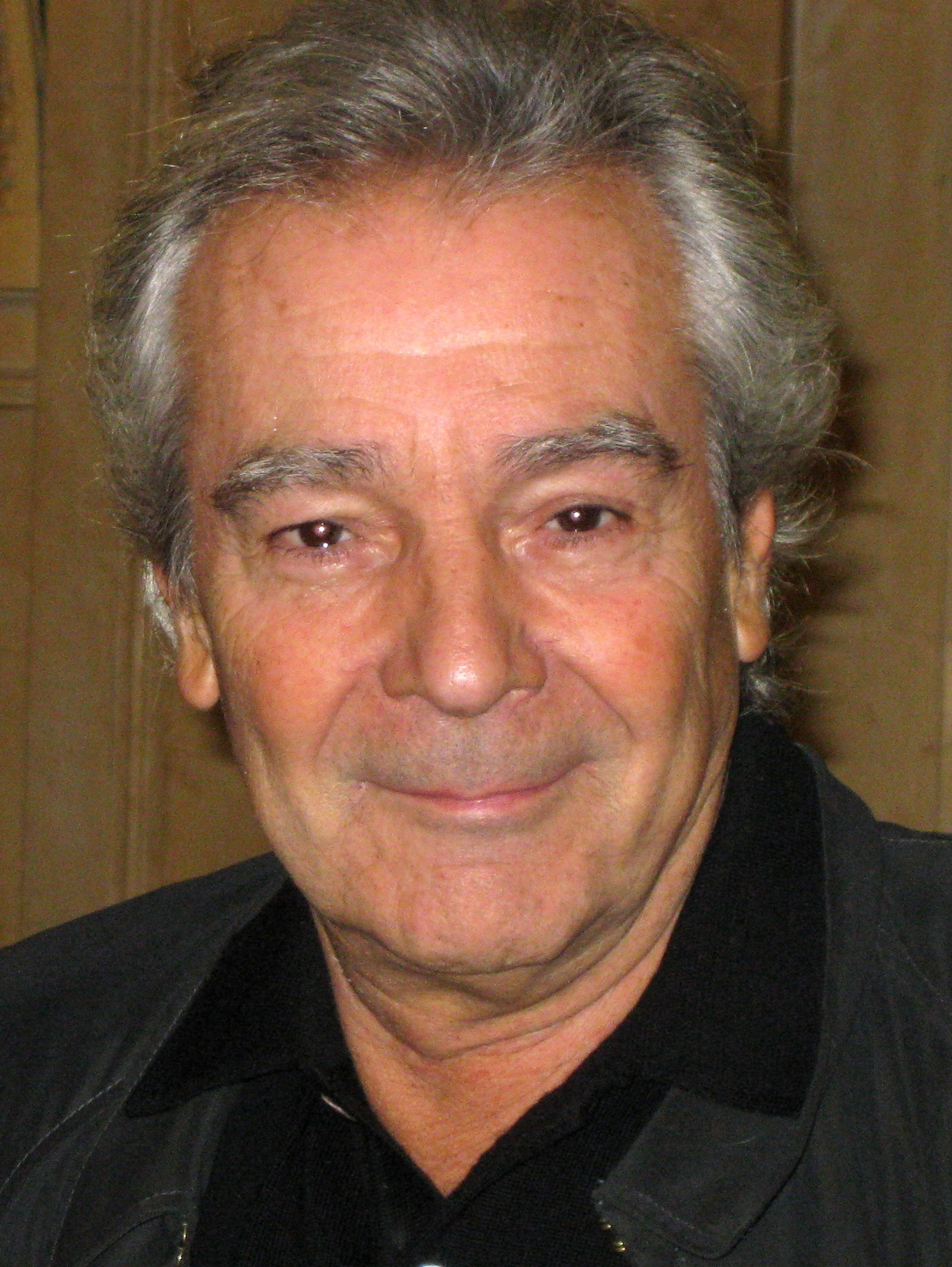
Pierre Arditi (* 1944)

- 1944: Pierre Arditi, französischer Schauspieler
- 1944: Noëlle Boisson, französische Filmeditorin
- 1944: Eric Bloom, US-amerikanischer Rockmusiker (Blue Öyster Cult)
- 1944: John Densmore, US-amerikanischer Musiker und Songschreiber
- 1944: Achim Exner, deutscher Volkswirt und Kommunalpolitiker
- 1944: Eberhard Menzel, deutscher Kommunalpolitiker

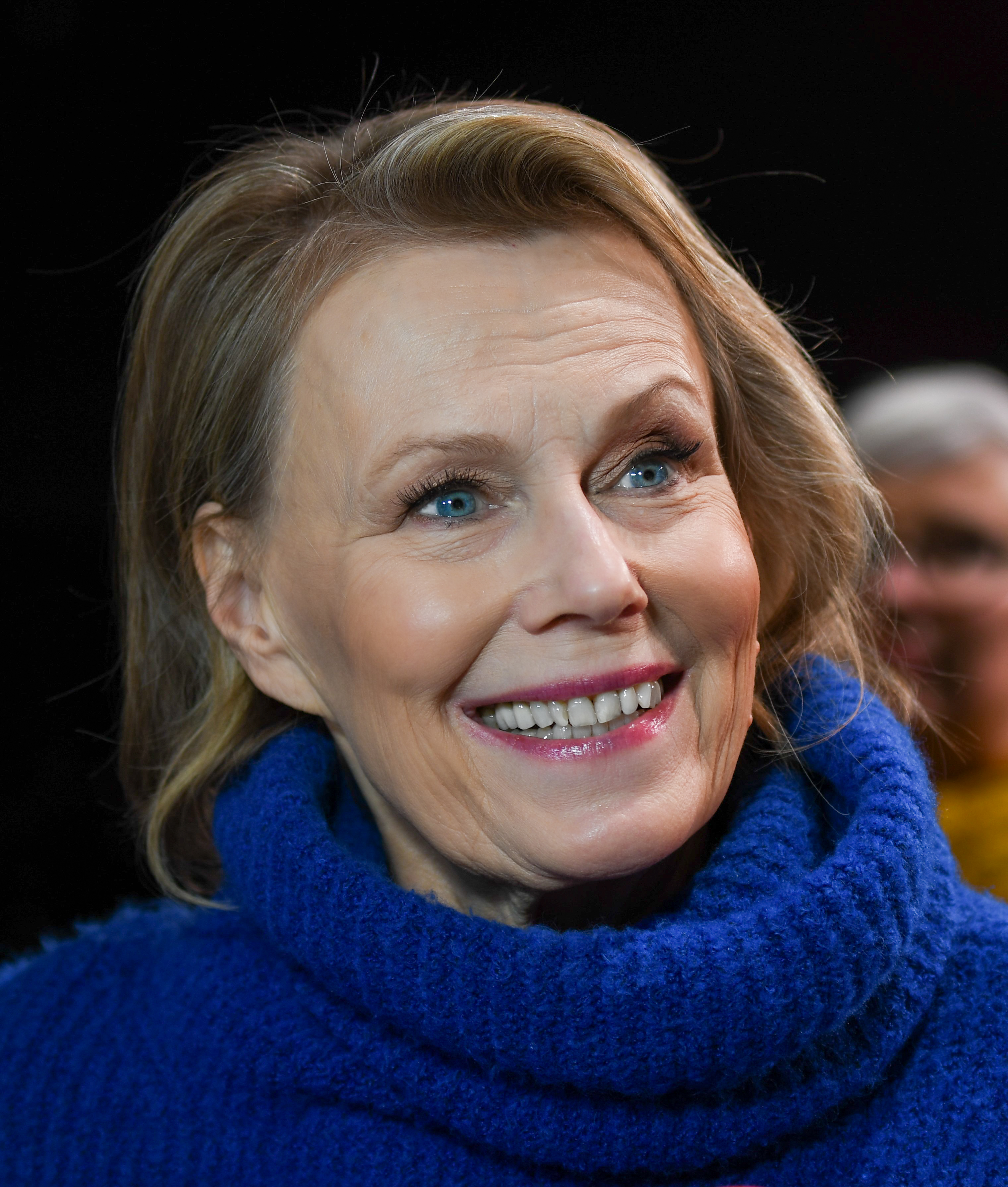
Arja Saijonmaa (* 1944)

- 1944: Arja Saijonmaa, finnische Sängerin
- 1945: Mariza Corrêa, brasilianische Anthropologin und Feministin
- 1945: Bette Midler, US-amerikanische Sängerin und Schauspielerin
- 1946: Tunç Hamarat, österreichischer Schachspieler
- 1946: Gilbert O’Sullivan, irischer Songschreiber und Sänger
- 1947: Rosmarie Bär, Schweizer Politikerin
- 1948: Birgitta Ashoff, deutsche Filmregisseurin, Drehbuchautorin und Journalistin
- 1948: Eva Evdokimova, US-amerikanische Primaballerina
- 1948: Eckhard Lesse, deutscher Leichtathlet
- 1948: Luciano Re Cecconi, italienischer Fußballspieler
- 1948: Reinhart Rüsken, deutscher Jurist
- 1948: Guy Tunmer, südafrikanischer Automobilrennfahrer
- 1948: Christine Weber, deutsche Politikerin
- 1948: Karin Wiedemann, deutsche Politikerin
- 1949: Pablo Escobar, kolumbianischer Drogenhändler, -schmuggler und Terrorist
- 1949: Wolfgang Gerhards, deutscher Politiker, Justizminister von Nordrhein-Westfalen
- 1949: Belita Koiller, brasilianische Physikerin
- 1949: Suzanne Lebsock, US-amerikanische Historikerin und Autorin
- 1949: Álvaro Moerzinger Pagani, uruguayischer Diplomat
- 1949: Sebastián Piñera, chilenischer Unternehmer und Politiker, Staatspräsident
- 1949: Alison Wright, neuseeländisch-britische Mittel- und Langstreckenläuferin
- 1950: Ana Fani Alessandri Carlos, brasilianische Geographin
- 1950: Absalom Themba Dlamini, Premierminister von Swasiland
- 1950: Christiane Erdmann, deutsche Bildhauerin und Fotografin
- 1950: Paul Vincent, deutscher Musiker und Komponist
- 1950: Ueli Maurer, Schweizer Politiker

#### 1951–1975
- 1951: Sika Barbulowa, ehemalige bulgarische Ruderin
- 1951: Lieselore Cyrus, deutsche Diplomatin

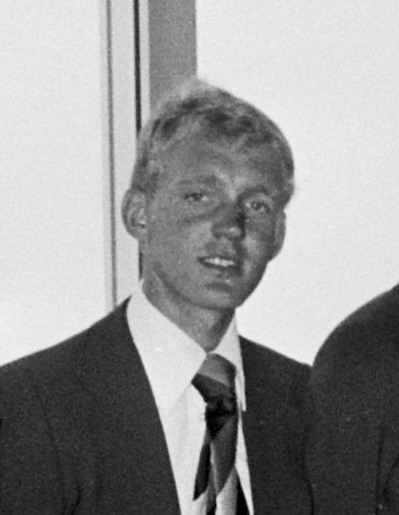
Alfons van Katwijk (* 1951)

- 1951: Alfons van Katwijk, niederländischer Radsportler
- 1951: Heather Lowe, US-amerikanische Schauspielerin

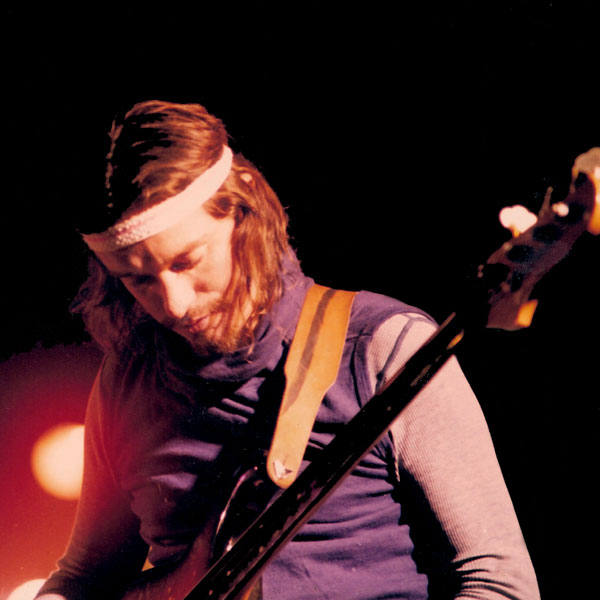
Jaco Pastorius (* 1951)

- 1951: Jaco Pastorius, US-amerikanischer Jazzmusiker und Komponist
- 1951: Fausto Rey, dominikanischer Sänger
- 1952: Béatrice Libert, belgische Dichterin und Schriftstellerin
- 1952: Ellen McLain, US-amerikanische Schauspielerin
- 1952: Ruth Strasser, deutsche Medizinerin
- 1952: Franz Wiese, deutscher Unternehmer und Politiker
- 1952: Pegi Young, US-amerikanische Sängerin und Songwriterin
- 1953: Robert Agnew, US-amerikanischer Soziologe und Kriminologe
- 1953: Barbara Brezigar, slowenische Juristin und Politikerin
- 1953: Konrad Hallenbarter, Schweizer Skilangläufer
- 1953: Margaret Horsfield, kanadische Sachbuchautorin und Journalistin
- 1953: Nancy Tellem, amerikanische Rechtsanwältin und Präsidentin der Hörfunk- und Fernsehsenderkette CBS
- 1954: Viv Albertine, englische Musikerin, Singer-Songwriterin, Autorin und Regisseurin
- 1954: Annette Haven, US-amerikanische Pornodarstellerin

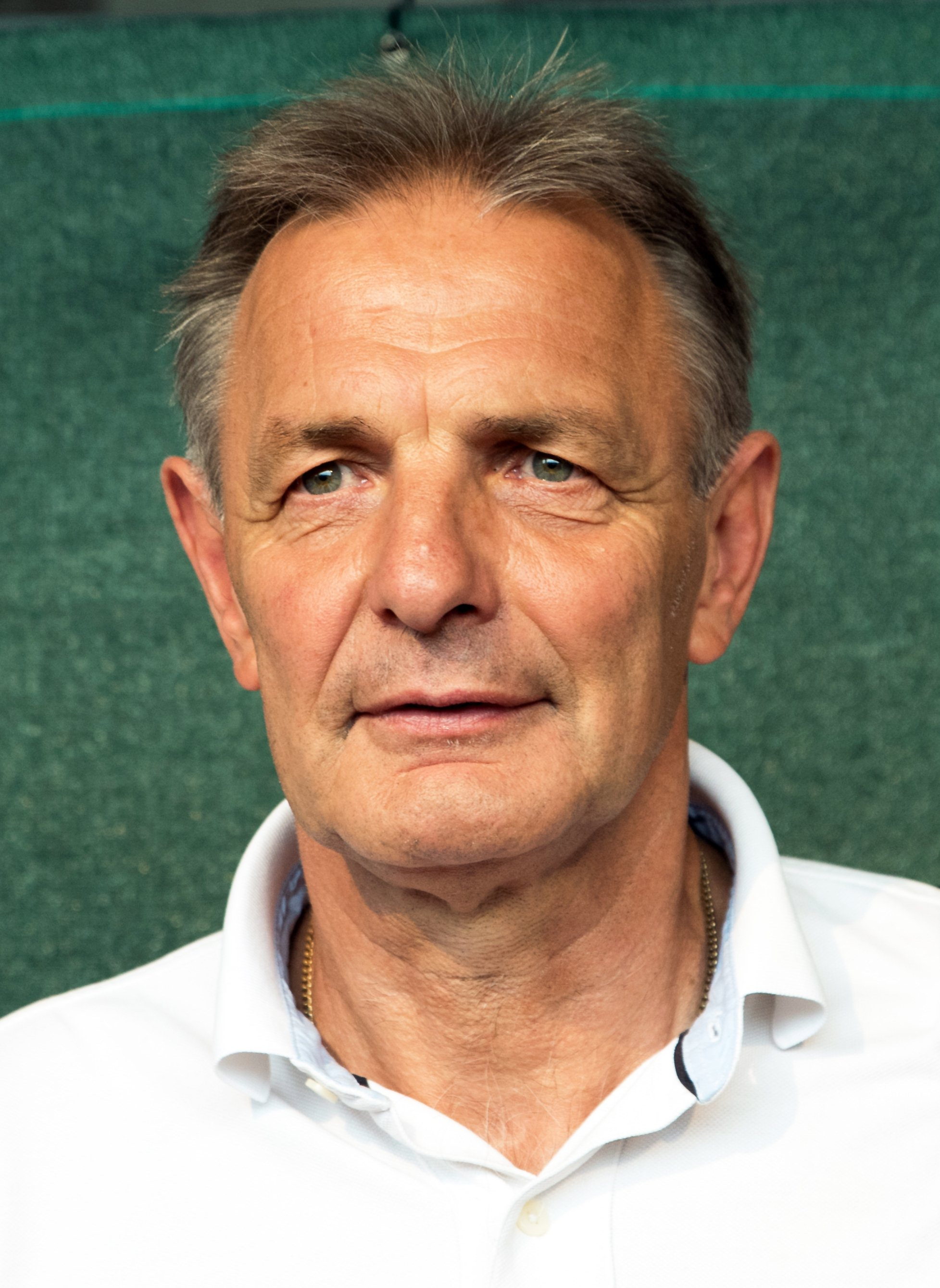
Karl-Heinz Körbel (* 1954)

- 1954: Karl-Heinz Körbel, deutscher Fußballspieler und -trainer

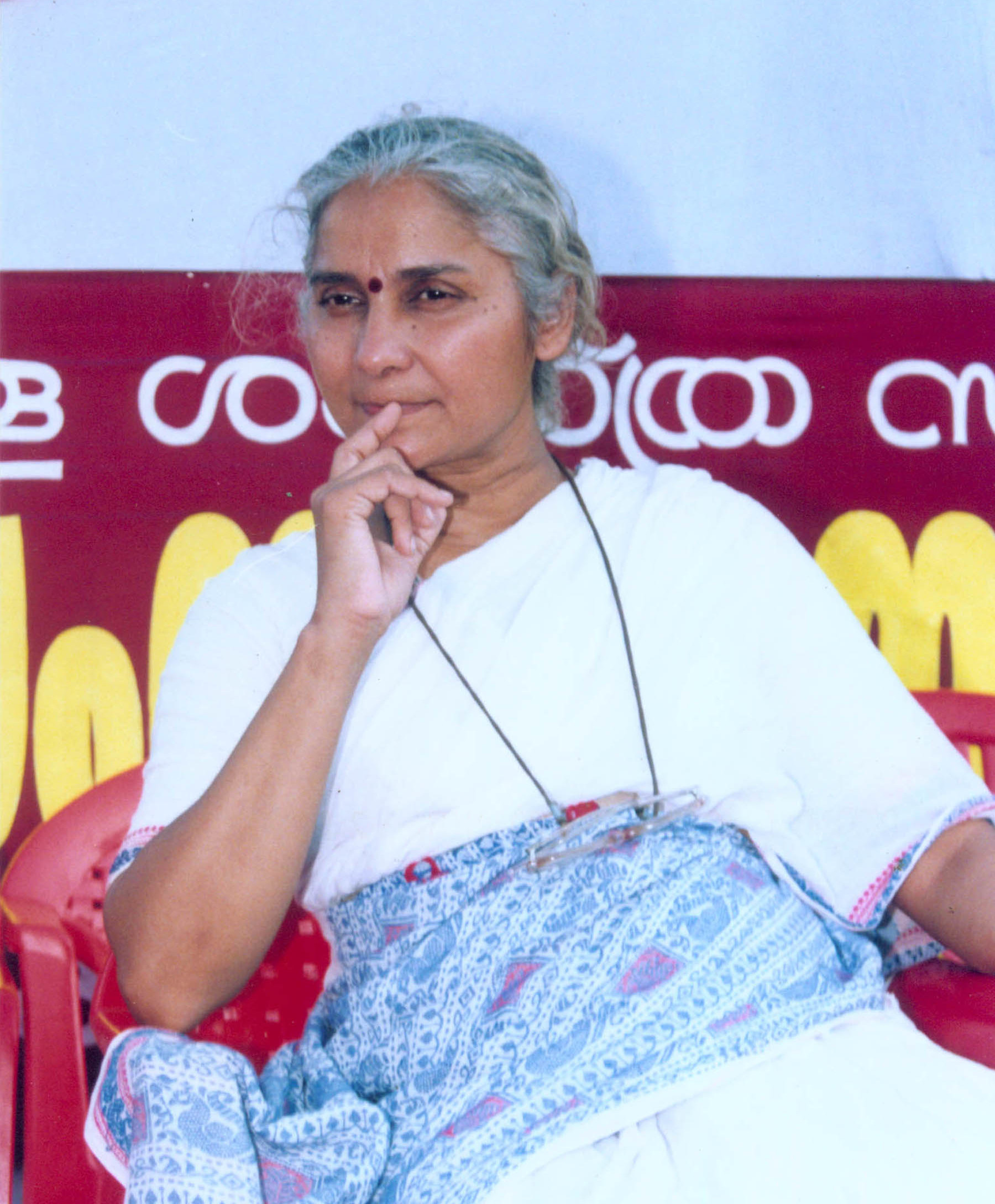
Medha Patkar (* 1954)

- 1954: Medha Patkar, indische Menschenrechtsaktivistin
- 1954: François Van der Elst, belgischer Fußballspieler
- 1955: Veikko Onni Juhani Aaltonen, finnischer Regisseur, Redakteur, Film- und Fernsehautor und -schauspieler
- 1955: Cyrielle Clair, französische Schauspielerin
- 1955: Graham Duxbury, südafrikanischer Automobilrennfahrer
- 1955: Verónica Forqué, spanische Schauspielerin
- 1955: Horst Günter Marx, deutscher Schauspieler
- 1955: Martina Michels, deutsche Politikerin
- 1955: Maria Neubrand, deutsche römisch-katholische Theologin
- 1955: Elaine Trepper, namibische SWAPO-Politikerin und Lehrerin
- 1956: Julee Cruise, US-amerikanische Sängerin

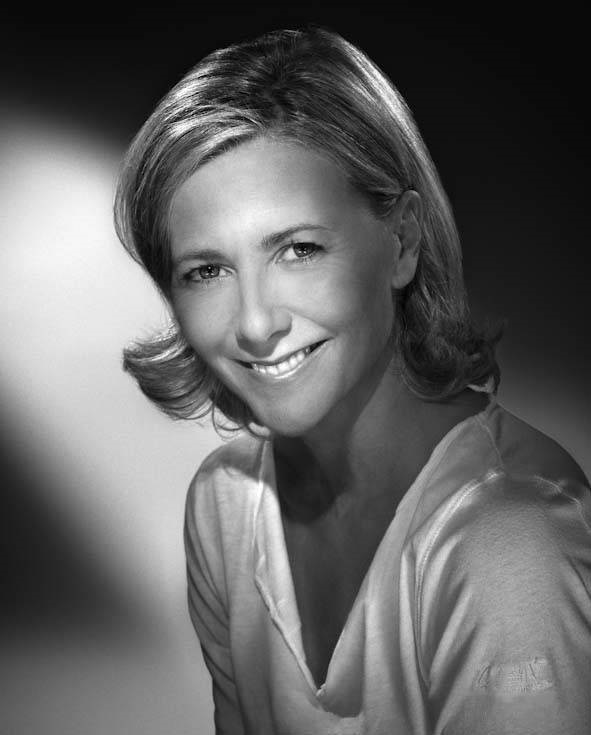
Claire Chazal (* 1956)

- 1956: Claire Chazal, französische Journalistin und Nachrichtensprecherin
- 1956: Evelyn McMeekin, britische Sprinterin und Mittelstreckenläuferin
- 1956: Arrigo Menicocci, italienischer Ruderer
- 1956: Jorge Pardo, spanischer Saxophonist und Flötist
- 1957: Brigitte Marschall, österreichische Theaterwissenschaftlerin
- 1957: Arnulf Meffle, deutscher Handballspieler
- 1957: Ingrid Pahlmann, deutsche Politikerin
- 1958: Javier Aguirre, mexikanischer Fußballspieler und -trainer
- 1958: Arthème Kwesi Séléagodji Ahoomey-Zunu, togoischer Politiker
- 1958: Alberto Cova, italienischer Leichtathlet
- 1958: Candace Bushnell, US-amerikanische Schriftstellerin und Kolumnistin
- 1958: Lisa Fischer, US-amerikanische Sängerin, Songwriterin

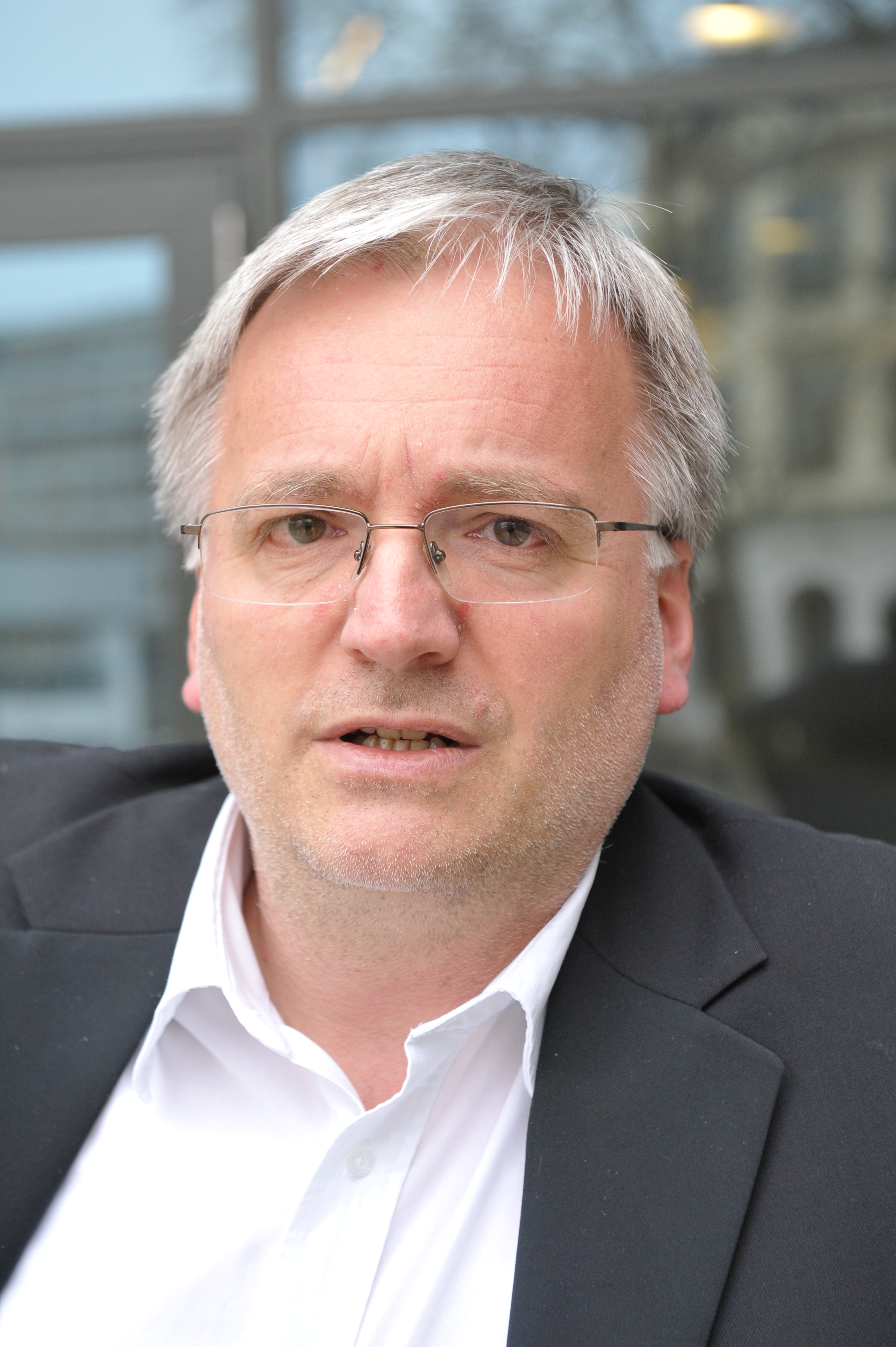
Ekkehard Klemm (* 1958)

- 1958: Ekkehard Klemm, deutscher Dirigent
- 1958: Charlene Tilton, US-amerikanische Schauspielerin
- 1959: Anne Ducros, französische Jazz-Sängerin
- 1959: Sylvia Haider, österreichische Schauspielerin
- 1959: Urs Rohner, Schweizer Wirtschaftsjurist und Manager
- 1960: Adriano Aguzzi, italienisch-schweizerischer Mediziner und Hochschullehrer
- 1960: Carol Alt, US-amerikanisches Fotomodell und Schauspielerin
- 1960: Delphine Djiraïbé Kemneloum, tschadische Rechtsanwältin und Menschenrechtsaktivistin
- 1960: Andrea Ehrig-Mitscherlich, deutsche Eisschnellläuferin
- 1960: Ruth Elkrief, französische Fernsehjournalistin

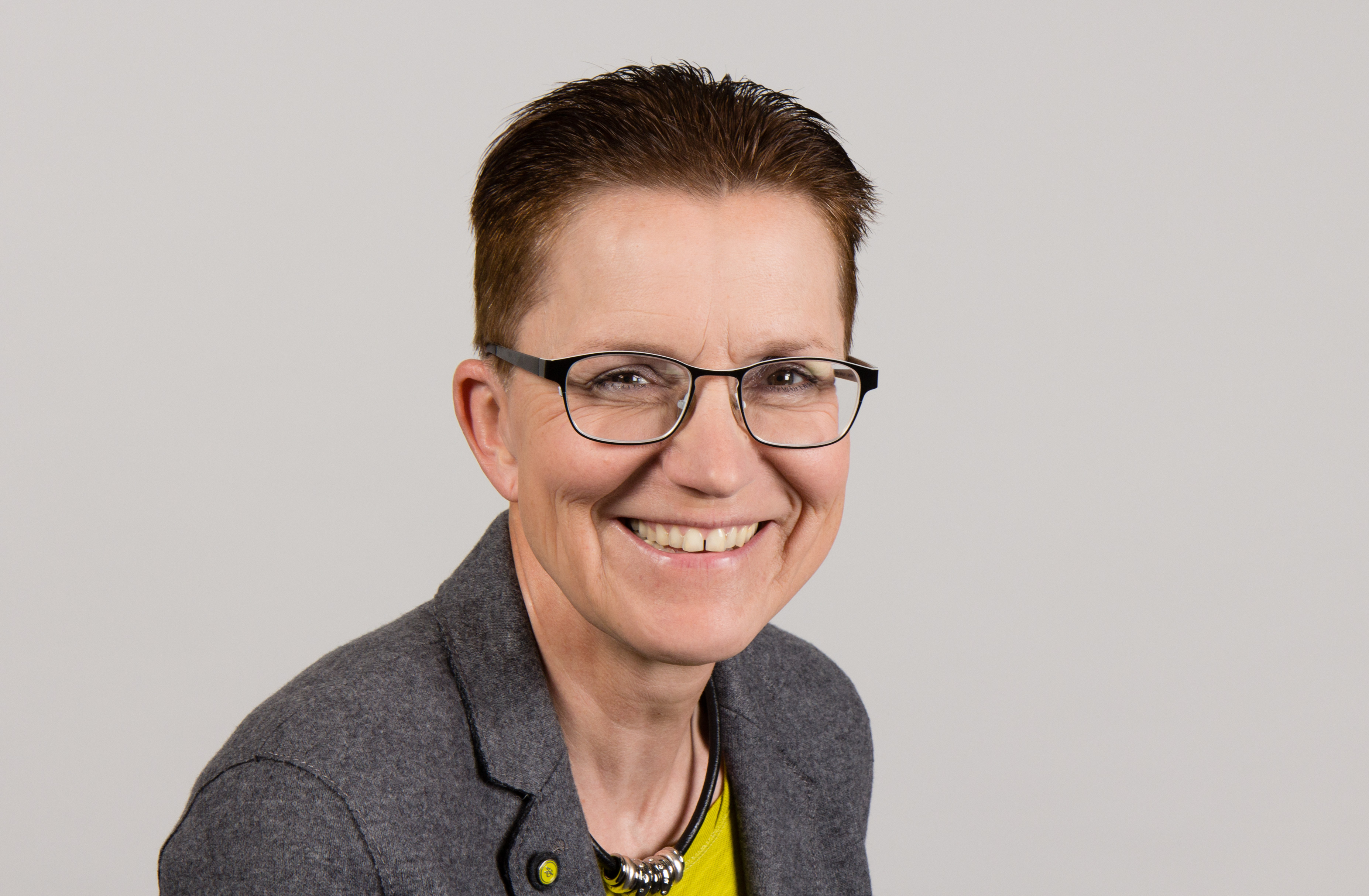
Petra Sitte (* 1960)

- 1960: Petra Sitte, deutsche Politikerin
- 1961: Charlene Heisler, kanadische Astronomin
- 1961: Kim Jin-ho, südkoreanische Bogenschützin
- 1961: Armin Meiwes, der „Kannibale von Rotenburg“

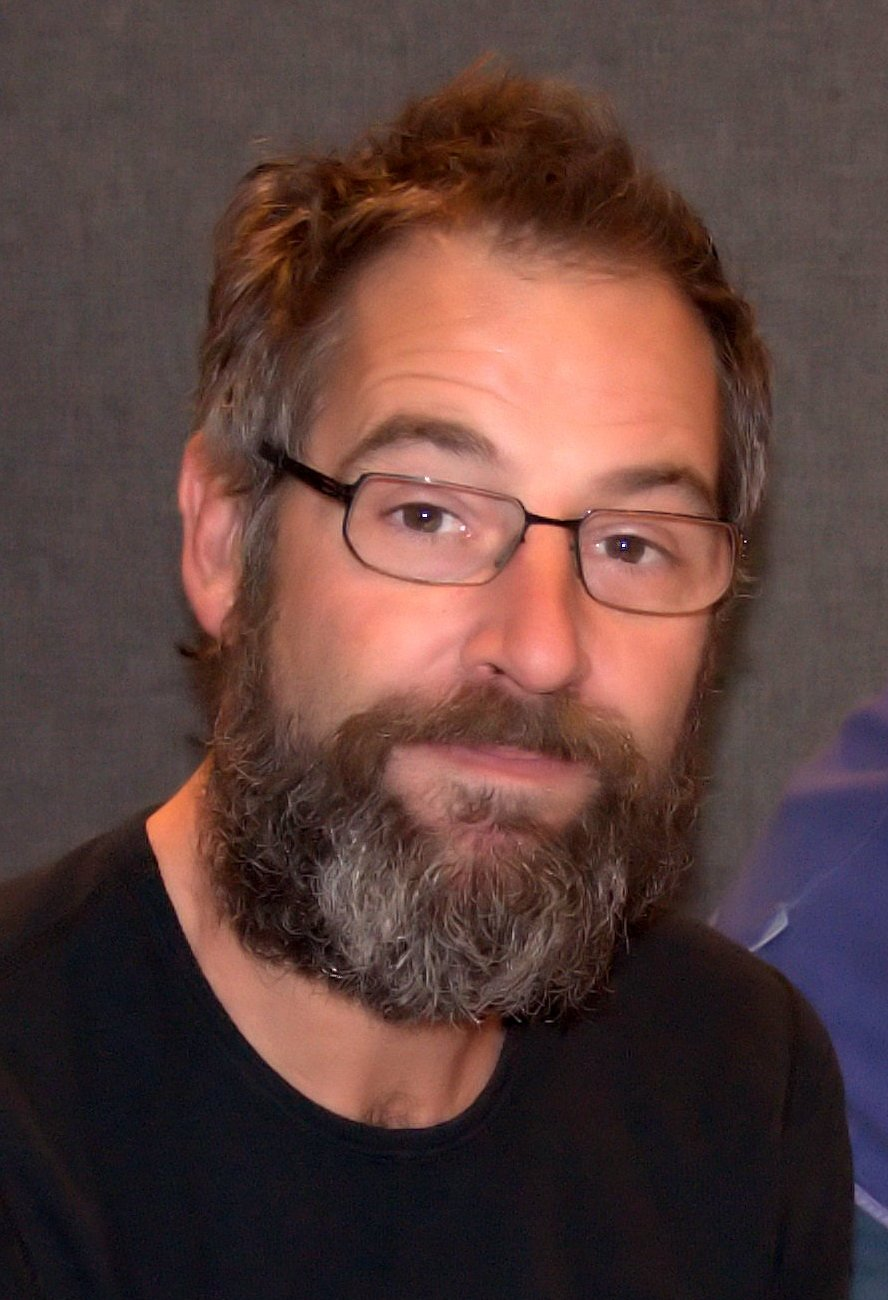
Jeremy Northam (* 1961)

- 1961: Jeremy Northam, britischer Schauspieler
- 1961: Elisabeth Stadler, österreichische Managerin
- 1961: Lito Vitale, argentinischer Rockmusiker und Komponist
- 1962: Detlev Buck, deutscher Schauspieler und Drehbuchautor, Filmproduzent und Regisseur
- 1962: Sylvie Daigle, kanadische Eisschnellläuferin
- 1962: Gail Z. Martin, US-amerikanische Fantasyautorin
- 1962: Cao Yanhua, chinesische Tischtennisspielerin
- 1963: Katharina Klement, österreichische Komponistin und Pianistin
- 1963: Florence Rimbault, französische Fußballspielerin
- 1963: Jiao Zhimin, chinesische Tischtennisspielerin
- 1964: Ilona Bürgel, deutsche Psychologin und Sachbuchautorin
- 1964: Luc Grethen, luxemburgischer Musiker und Komponist

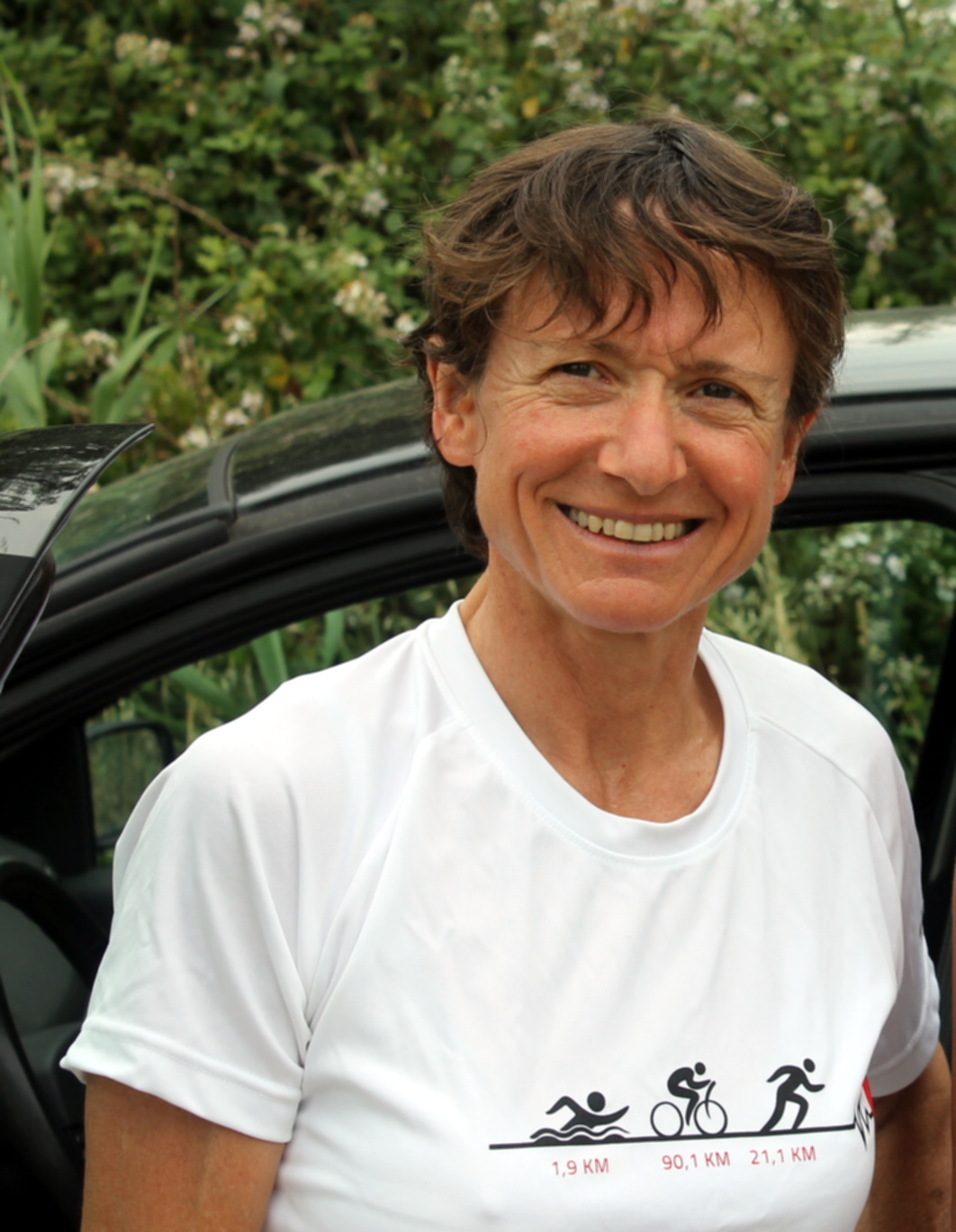
Catherine Houseaux (* 1964)

- 1964: Catherine Houseaux, französische Triathletin
- 1964: Salvatore Schillaci, italienischer Fußballspieler
- 1964: Tim Renner, deutscher Musikproduzent, Journalist und Autor
- 1964: Jo Walton, walisisch-kanadische Fantasy- und Science-Fiction-Autorin
- 1965: Jacqueline Alex, deutsche Schwimmerin

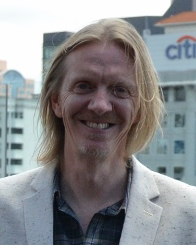
Andrew Ralph Adamson (* 1966)

- 1966: Andrew Ralph Adamson, neuseeländischer Regisseur
- 1966: Katherine LaNasa, US-amerikanische Schauspielerin
- 1966: Johanne Sutton, französische Hörfunkjournalistin und Reporterin
- 1966: Ulrike Holzinger, deutsche Juristin
- 1967: Nela Boudová, tschechische Schauspielerin
- 1968: Stephan Beckenbauer, deutscher Fußballspieler
- 1968: Arja Nuolioja, finnische Ski-Orientierungsläuferin
- 1968: Sarah Fitz-Gerald, australische Squashspielerin
- 1968: Annegret Strauch, deutsche Ruderin
- 1968: Nina Weniger, deutsche Schauspielerin und Hörspielsprecherin
- 1969: Ariadne Daskalakis, Violinistin griechisch-amerikanischer Herkunft, die in Deutschland lebt
- 1969: Alexandra Surer, Schweizer Schauspielerin und Autorin
- 1970: Jouko Ahola, finnischer Strongman und Schauspieler
- 1970: Sigurður Bjarnason, isländischer Handballspieler
- 1970: Golden Brooks, US-amerikanische Schauspielerin
- 1970: Julie Condra, US-amerikanische Schauspielerin
- 1970: Tanja Schwarz, deutsche Schriftstellerin

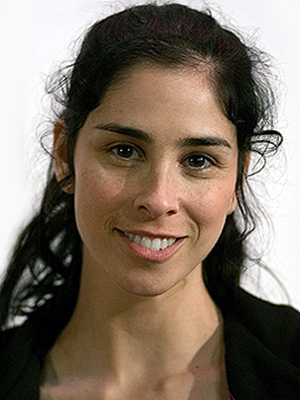
Sarah Silverman (* 1970)

- 1970: Sarah Silverman, US-amerikanische Komikerin
- 1970: Tisha Waller, amerikanische Leichtathletin, auf den Hochsprung spezialisiert
- 1971: Emily Mortimer, britisch-US-amerikanische Schauspielerin, Drehbuchautorin und Filmproduzentin
- 1971: Chen Ying, chinesische Badmintonspielerin
- 1971: Christian Pescatori, italienischer Automobilrennfahrer
- 1972: Swetlana Walerjewna Baschanowa, russische Eisschnellläuferin
- 1972: Li Qing, chinesische Wasserspringerin
- 1973: Lydia Ankrah, ghanaische Fußballspielerin
- 1973: Andrea Bertolini, italienischer Automobilrennfahrer
- 1973: Eric Thomas, US-amerikanischer Hürdenläufer
- 1973: Rania Youssef, ägyptische Filmschauspielerin
- 1974: Costinha, portugiesischer Fußballspieler

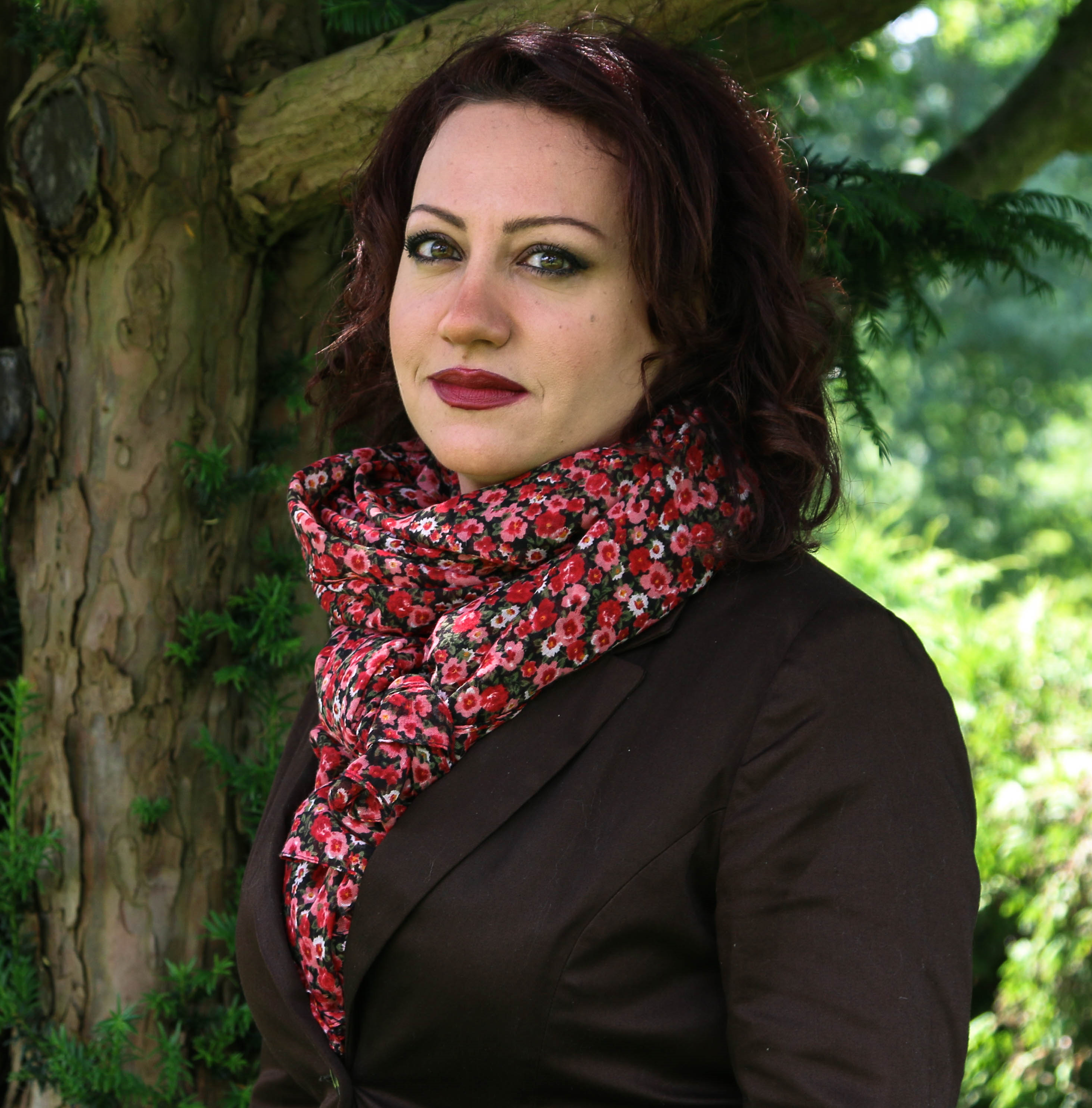
Rosa Yassin Hassan (* 1974)

- 1974: Rosa Yassin Hassan, syrische Autorin und Menschenrechtsaktivistin
- 1975: Frank Bräutigam, deutscher Fernsehjournalist
- 1975: Sarah Hardaker, englische Badmintonspielerin
- 1975: Christian Kössler, österreichischer Autor
- 1975: Thomas Nitzsche, deutscher Politiker
- 1975: Felipa Palacios, kolumbianische Leichtathletin
- 1975: Érica Rivas, argentinische Schauspielerin, Komikerin und Filmproduzentin
- 1975: Anil Seepaul, Badmintonspieler aus Trinidad und Tobago

#### 1976–2000

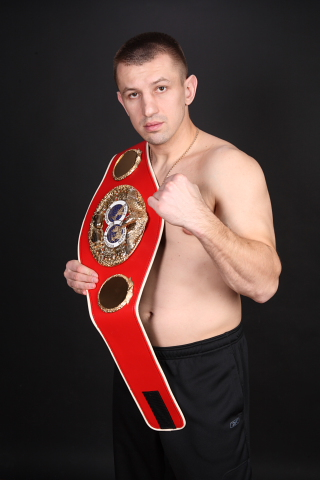
Tomasz Adamek (* 1976)

- 1976: Tomasz Adamek, polnischer Profiboxer
- 1976: Eva von Angern, deutsche Politikerin
- 1976: Laura Ling, US-amerikanische Journalistin
- 1976: Frank Streffing, deutscher Schauspieler und Sprecher
- 1977: Brad Delson, US-amerikanischer Gitarrist
- 1977: Luis Díaz, mexikanischer Automobilrennfahrer
- 1977: Sophie Guillemin, französische Schauspielerin
- 1978: Bryan Bouffier, französischer Rallyefahrer
- 1978: Jen Psaki, US-amerikanische Pressesprecherin
- 1979: Lyn Byl, deutsche Handballspielerin
- 1979: Robert Dahlgren, schwedischer Automobilrennfahrer
- 1980: Olivier Andrey, Schweizer Badmintonspieler
- 1980: Kessy Schott, deutsche Fußballspielerin und -trainerin
- 1980: Kim Yoon-mi, südkoreanische Shorttrackerin

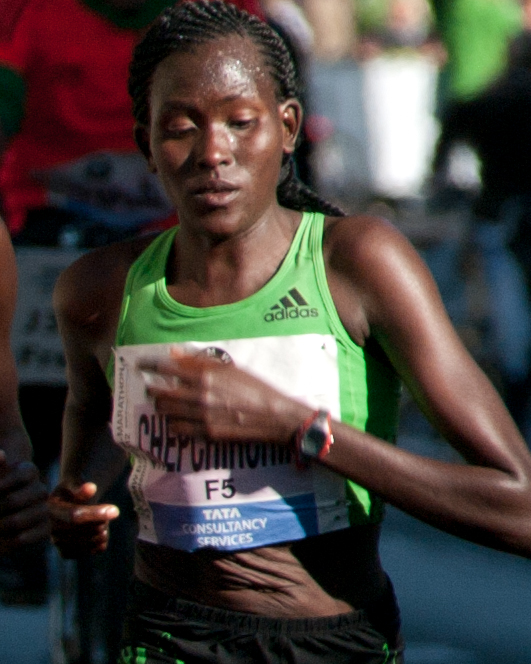
Flomena Chepchirchir (* 1981)

- 1981: Flomena Chepchirchir, kenianische Langstreckenläuferin
- 1981: Rolf Hermann, deutscher Handballspieler
- 1981: Seraina Mischol, Schweizer Skilangläuferin
- 1981: Anna Witaljewna Sorokina, russische Biathletin
- 1981: Nora Waldstätten, österreichische Schauspielerin
- 1982: Riz Ahmed, britischer Schauspieler, MC und Musiker
- 1982: Laurens Jan Anjema, niederländischer Squashspieler
- 1982: Noengrothai Chaipetch, thailändische Hochspringerin
- 1982: Zuzana Leharová, slowakische Jazzmusikerin und Komponistin
- 1982: Alfredo Pacheco, salvadorianischer Fußballspieler
- 1983: Hilde Drexler, österreichische Judoka

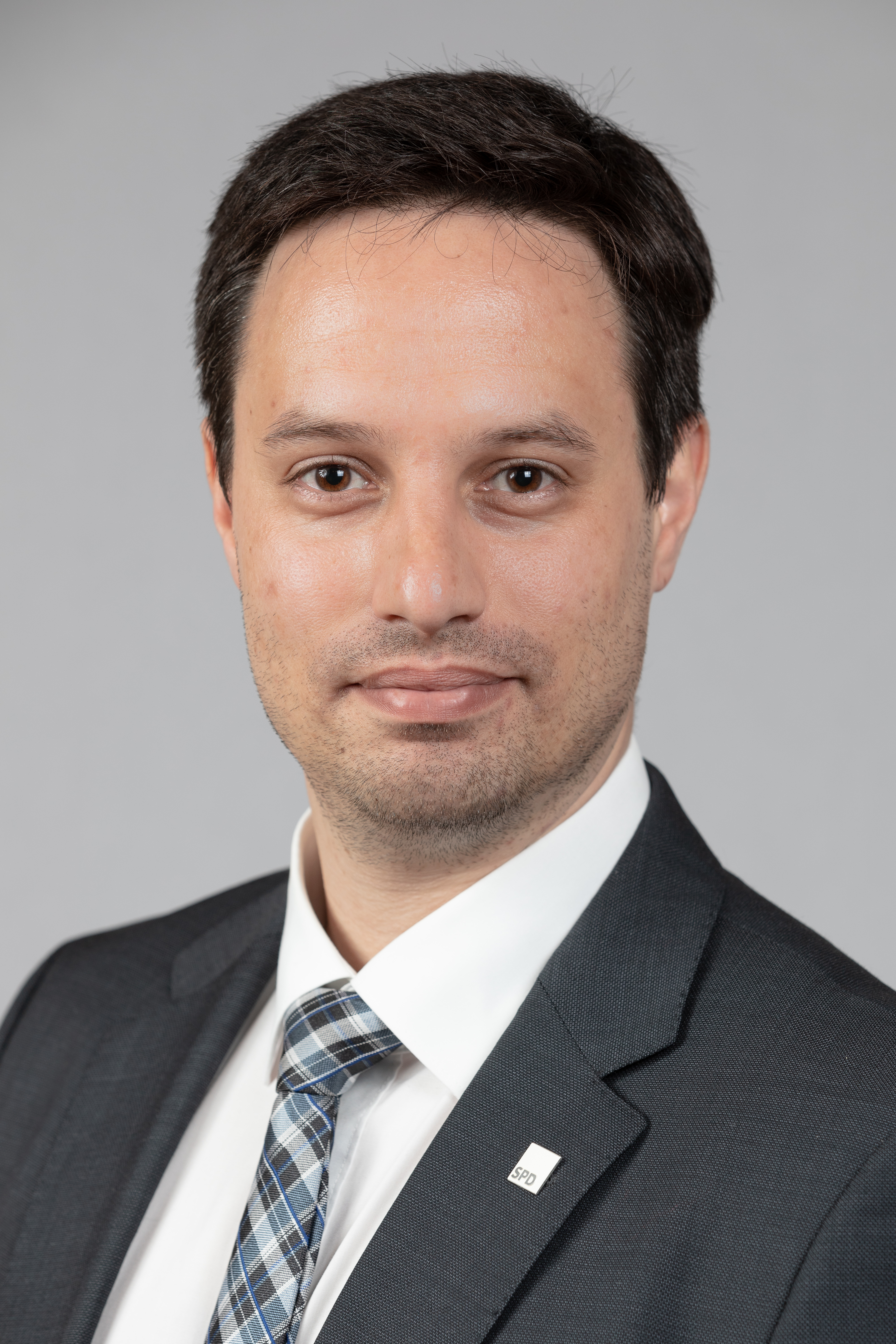
Oliver Ulloth (* 1983)

- 1983: Oliver Ulloth, deutscher Politiker
- 1983: Rebecca Welch, britische Fußballschiedsrichterin
- 1984: Corsin Casutt, Schweizer Eishockeyspieler
- 1984: Diane Nukuri, burundische Leichtathletin
- 1984: Alexis Rhodes, australische Radrennfahrerin
- 1984: Charles Michael Davis, US-amerikanischer Schauspieler und Model
- 1984: Benno Schachtner, deutscher Opernsänger
- 1985: Ilfenesh Hadera, US-amerikanische Schauspielerin
- 1985: Nathalie Moellhausen, brasilianisch-italienische Degenfechterin

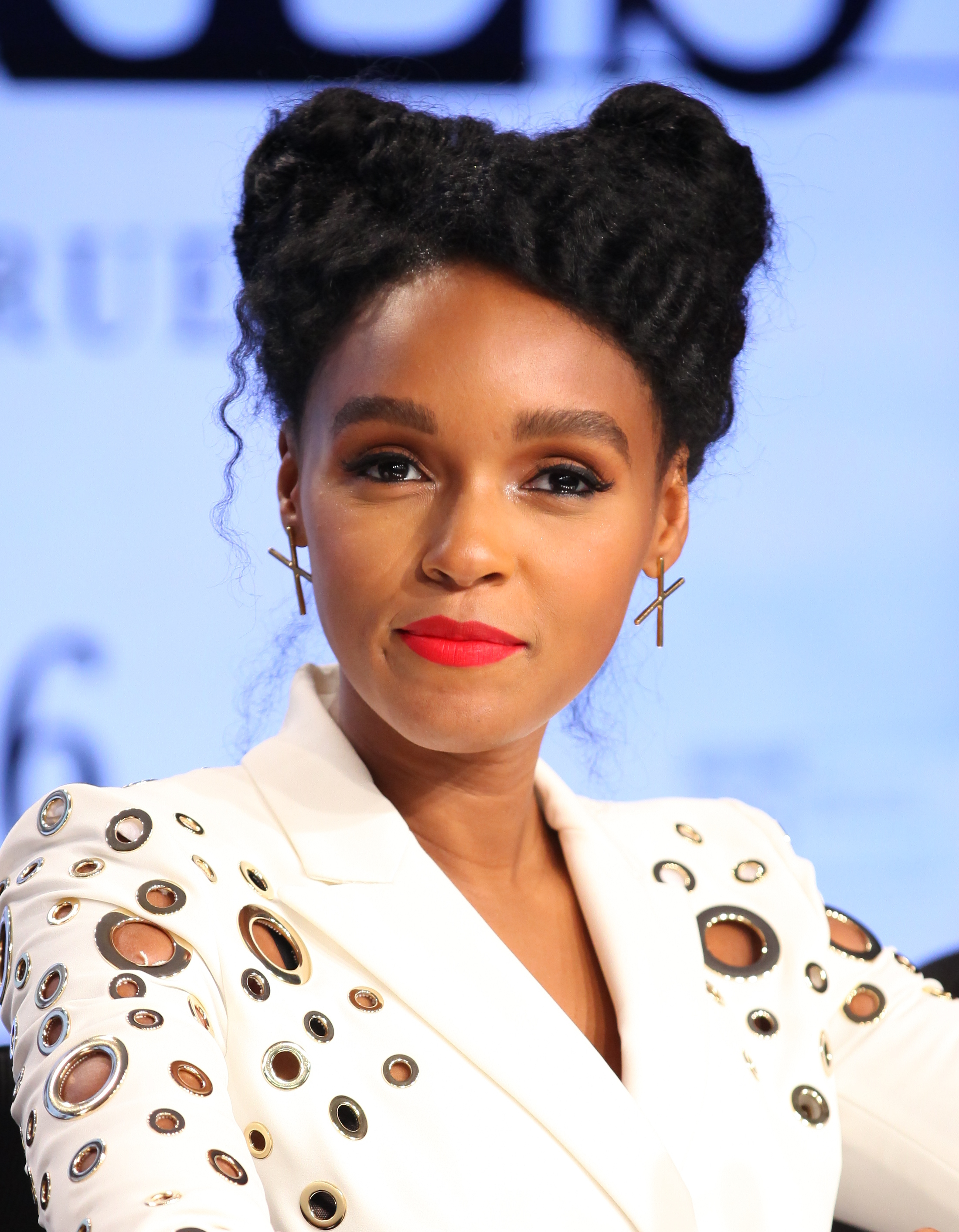
Janelle Monáe (* 1985)

- 1985: Janelle Monáe, US-amerikanische Soul- und Funk-Sängerin, Songwriterin, Schauspielerin und Tänzerin
- 1985: Chanel Preston, US-amerikanische Pornodarstellerin
- 1985: Emiliano Viviano, italienischer Fußballspieler
- 1985: Björn Vleminckx, belgischer Fußballspieler
- 1986: Wiktorija Amelina, ukrainische Schriftstellerin
- 1986: DeSean Jackson, US-amerikanischer American-Football-Spieler
- 1987: Giedrius Arlauskis, litauischer Fußballspieler
- 1987: Cornelia Gröschel, deutsche Schauspielerin
- 1987: Sina Doughan, deutsche Politikerin
- 1987: Philippa Strache, österreichisches Model, Moderatorin und Politikerin
- 1988: Léa Castel, französische R&B-Sängerin
- 1988: Tyler Joseph, US-amerikanischer Musiker
- 1988: Zoë Kravitz, amerikanische Schauspielerin und Model
- 1988: Simon Slomma, deutscher Autor und Musiker
- 1989: Markus Rühmkorf, österreichischer Fußballspieler
- 1989: Jakob Tögel, österreichischer Schauspieler
- 1989: Yvonne Zielinski, deutsche Fußballspielerin
- 1990: Pia-Micaela Barucki, deutsche Schauspielerin
- 1990: Chanel Iman, US-amerikanisches Model
- 1990: Steven Palette, französischer Automobilrennfahrer
- 1991: Adam Bedell, US-amerikanischer Fußballspieler
- 1991: Stephanie Capomolla, italienisch-schweizerische Fußballspielerin
- 1991: Sun Yang, chinesischer Schwimmer
- 1992: Marco van Ginkel, niederländischer Fußballspieler
- 1992: Malo Valérien, deutscher Basketballspieler
- 1993: Taylor Smith, US-amerikanische Fußballspielerin
- 1993ː Franziska Wildfeuer, deutsche Fußballschiedsrichterin
- 1996: Patrick Feurstein, österreichischer Skirennläufer
- 1997: Jung Chae-yeon, südkoreanische Popsängerin und Schauspielerin
- 1997: Ismaël Bennacer, algerisch-französischer Fußballspieler
- 1997: Karitaake Tewaaki, kiribatische Sprinterin
- 1998: Frida Sanggaard Nielsen, dänische Ruderin
- 1999: Nico Schlotterbeck, deutscher Fußballspieler
- 2000: Sophia Flörsch, deutsche Automobilrennfahrerin

### 21. Jahrhundert
- 2001: Aiko, japanische Prinzessin, Tochter von Kaiser Naruhito
- 2001: Alice Robinson, neuseeländische Skirennläuferin
- 2001: Dylan Tait, schottischer Fußballspieler
- 2002: Eloi Christ, deutscher Schauspieler

## Gestorben

### Vor dem 16. Jahrhundert
- 0659: Eligius, Bischof von Noyon, Heiliger
- 0792: Philaretos, orthodoxer Heiliger
- 0927: Heriger, Erzbischof von Mainz
- 0984: Othwin, Bischof von Hildesheim
- 1018: Thietmar, Bischof von Merseburg und Geschichtsschreiber
- 1080: Egilbert, Bischof von Minden
- 1114: Hersendis von Champagne, Mitbegründerin der Abtei Fontevrault
- 1135: Heinrich I., König von England
- 1151: Werner von Steußlingen, Bischof von Münster
- 1241: Isabella von England, Kaiserin des Heiligen Römischen Reichs und Königin von Sizilien
- 1246: Eberhard von Regensberg, Erzbischof von Salzburg
- 1254: Mechthild von Andechs, Äbtissin des Benediktinerinnenklosters Kitzingen
- 1255: Ala ad-Din Muhammad, Imam der Nizariten
- 1282: Margarete Sambiria, Regentin von Dänemark
- 1335: Abū Saʿīd, Ilchan von Persien
- 1342: Bertrand de Montfavez, französischer Kardinal der Katholischen Kirche
- 1374: Magnus II., schwedischer König
- 1406: Johanna, Herzogin von Brabant und Limburg
- 1431: Elisabeth von Ziegenhain, Gräfin von Hanau
- 1433: Go-Komatsu, 100. Kaiser von Japan
- 1455: Lorenzo Ghiberti, italienischer Goldschmied, Erzgießer und Bildhauer
- 1463: Maria von Geldern, Königin von Schottland
- 1474: Nicolò Marcello, 69. Doge von Venedig
- 1476: Agnes, Herzogin von Burgund
- 1483: Charlotte von Savoyen, Ehefrau von König Ludwig XI. von Frankreich

### 16. bis 18. Jahrhundert
- 1503: Georg der Reiche, Herzog von Bayern-Landshut
- 1521: Leo X., Papst
- 1530: Margarete von Österreich, Statthalterin der habsburgischen Niederlande
- 1535: Gabriel von Eyb, Fürstbischof von Eichstätt
- 1559: Hermann Falke, Lübecker Bürgermeister
- 1575: Diogo de Paiva de Andrade, portugiesischer katholischer Theologe
- 1580: Giovanni Morone, italienischer katholischer Kardinal
- 1581: Alexander Briant, englischer Jesuit, Märtyrer und Heiliger katholischen Kirche
- 1581: Edmund Campion, englischer Jesuit, Märtyrer und Heiliger der katholischen Kirche
- 1591: Françoise de Rohan, französische Adlige
- 1602: Kobayakawa Hideaki, japanischer Feldherr
- 1633: Isabella Clara Eugenia, spanische Infantin und Statthalterin der Spanischen Niederlande
- 1636: Rudolf Amsinck, deutscher Kaufmann und Hamburger Ratsherr
- 1640: Georg Wilhelm, Kurfürst von Brandenburg
- 1643: Johann Christoph von Liechtenstein-Kastelkorn, Bischof von Chiemsee
- 1652: Samuel Edel, deutscher lutherischer Theologe
- 1661: Franz Wilhelm von Wartenberg, Kardinal, Fürstbischof von Osnabrück und Regensburg sowie kurkölnischer Premierminister
- 1694: Louis Parrocel, französischer Maler
- 1701: Maria Benigna Franziska von Sachsen-Lauenburg, Fürstin Piccolomini, Herzogin von Amalfi und Herrin der ostböhmischen Herrschaft Nachod
- 1704: Joan Huydecoper van Maarsseveen, Regent und Bürgermeister von Amsterdam
- 1707: Jeremiah Clarke, englischer Komponist
- 1709: Abraham a Sancta Clara, deutscher katholischer Geistlicher und Schriftsteller
- 1727: Johann Heinrich Buttstedt, deutscher Organist und Komponist des Barock
- 1729: Christian Ludwig Boxberg, deutscher Komponist und Organist
- 1737: Caroline von Brandenburg-Ansbach, Königin von Großbritannien und Irland und Kurfürstin von Hannover
- 1737: Louis-Alexandre de Bourbon, Graf von Toulouse, unehelicher Sohn Ludwigs XIV.
- 1750: Johann Gabriel Doppelmayr, deutscher Astronom
- 1754: Jean Joseph Vinache, französischer Bildhauer
- 1757: Johann Leonhard Prey, deutscher Architekt und Steinmetz
- 1764: Christian Goldbach, preußischer Mathematiker
- 1767: Henry David Erskine, 10. Earl of Buchan, schottischer Adeliger
- 1770: Gianbettino Cignaroli, italienischer Maler
- 1771: Antal Grassalkovich I., ungarischer Staatsmann
- 1775: Thomas von Fritsch, kursächsischer Staatsmann
- 1780: Johan Ihre, schwedischer Sprachforscher
- 1797: Oliver Wolcott, Delegierter von Connecticut im Kontinentalkongress

### 19. Jahrhundert
- 1804: Friedrich Ludwig Aster, kursächsischer Offizier
- 1806: Johann August Urlsperger, deutscher lutherischer Theologe
- 1807: Marianne Camasse, französische Tänzerin, Gräfin von Forbach
- 1807: Wilhelm Christoph Diede zum Fürstenstein, dänischer Diplomat
- 1810: Jean-Baptiste Treilhard, französischer Politiker und Mitglied des Direktoriums
- 1814: Georg Ludwig von Edelsheim, badischer Minister
- 1818: Carl Frederik von Breda, schwedischer Maler
- 1823: Friedrich Jakob Greuhm, deutscher Diplomat
- 1825: Alexander I., russischer Zar
- 1825ː Elisabeth Kulmann, deutsch-russische Dichterin
- 1827: August Friedrich Holtzhausen, deutscher Ingenieur und erster deutscher Dampfmaschinenfabrikant
- 1848: Kyokutei Bakin, japanischer Schriftsteller
- 1848: Kilian Joseph Fischer, deutscher römisch-katholischer Theologe
- 1852: Ernst Casimir I. zu Ysenburg und Büdingen, 1. Fürst zu Ysenburg und Büdingen
- 1858: Rebecka Dirichlet, deutsche Salonnière
- 1859: John Austin, englischer Jurist und Rechtsphilosoph
- 1859: Alfred Rethel, deutscher Historienmaler
- 1861: Heinrich August Hahn, deutscher evangelischer Theologe und Hochschullehrer
- 1862: Agustín Durán, spanischer Literaturwissenschaftler
- 1864: William L. Dayton, US-amerikanischer Politiker
- 1866: Jules Auguste Demersseman, französischer Flötist und Komponist
- 1866: George Everest, englischer Ingenieur
- 1869: Eduard Vieweg, deutscher Verleger
- 1872: Friedrich Reuter, deutscher Forstmann
- 1873: Karl Drechsler, deutscher Cellist
- 1875: Virginie Déjazet, französische Schauspielerin
- 1880: Daniel Bashiel Warner, Präsident von Liberia
- 1886: Karl Ludwig Jühlke, deutscher Afrikaforscher
- 1886ː Emma Paterson, englische Frauenrechtlerin
- 1887: Max Huttler, deutscher Geistlicher, Verleger und Mitglied der Kammer der Abgeordneten des Bayerischen Landtags
- 1888: Anthim I., bulgarischer Prälat, Politiker, Exarch und Oberhaupt der bulgarisch-orthodoxen Kirche
- 1890: Auguste Cornelius, deutsche Schriftstellerin
- 1893: Anton Anno, deutscher Schauspieler, Regisseur, Theaterdirektor und Dramatiker
- 1895: Hermann Tessendorf, deutscher Staatsanwalt
- 1899: Anna von Helmholtz, deutsche Salonnière

### 20. Jahrhundert

#### 1901–1950
- 1914: François-Virgile Dubillard, französischer Geistlicher, Erzbischof von Chambéry, Kardinal
- 1916: Charles de Foucauld, französischer Theologe und Ordensgründer
- 1917: George A. Banker, US-amerikanischer Radrennfahrer
- 1919: Josef Rosemeyer, deutscher Bahnradfahrer, Erfinder und Unternehmer
- 1927ː Mathilde Huber, deutsche Malerin und Textilkünstlerin
- 1930: Adolph Hoffmann, deutscher Abgeordneter im Reichstag
- 1934: Sergei Mironowitsch Kirow, sowjetischer Staats- und Parteifunktionär, Gefolgsmann Stalins
- 1935: Bernhard Schmidt, deutscher Optiker und Erfinder (Schmidt-Teleskop)
- 1937: Sophie Gräfin Attems-Heiligenkreuz, österreichische Schriftstellerin
- 1939: Nataly von Eschstruth, deutsche Schriftstellerin
- 1941: Alva B. Adams, US-amerikanischer Politiker, Abgeordneter im Repräsentantenhaus und Senator für Colorado

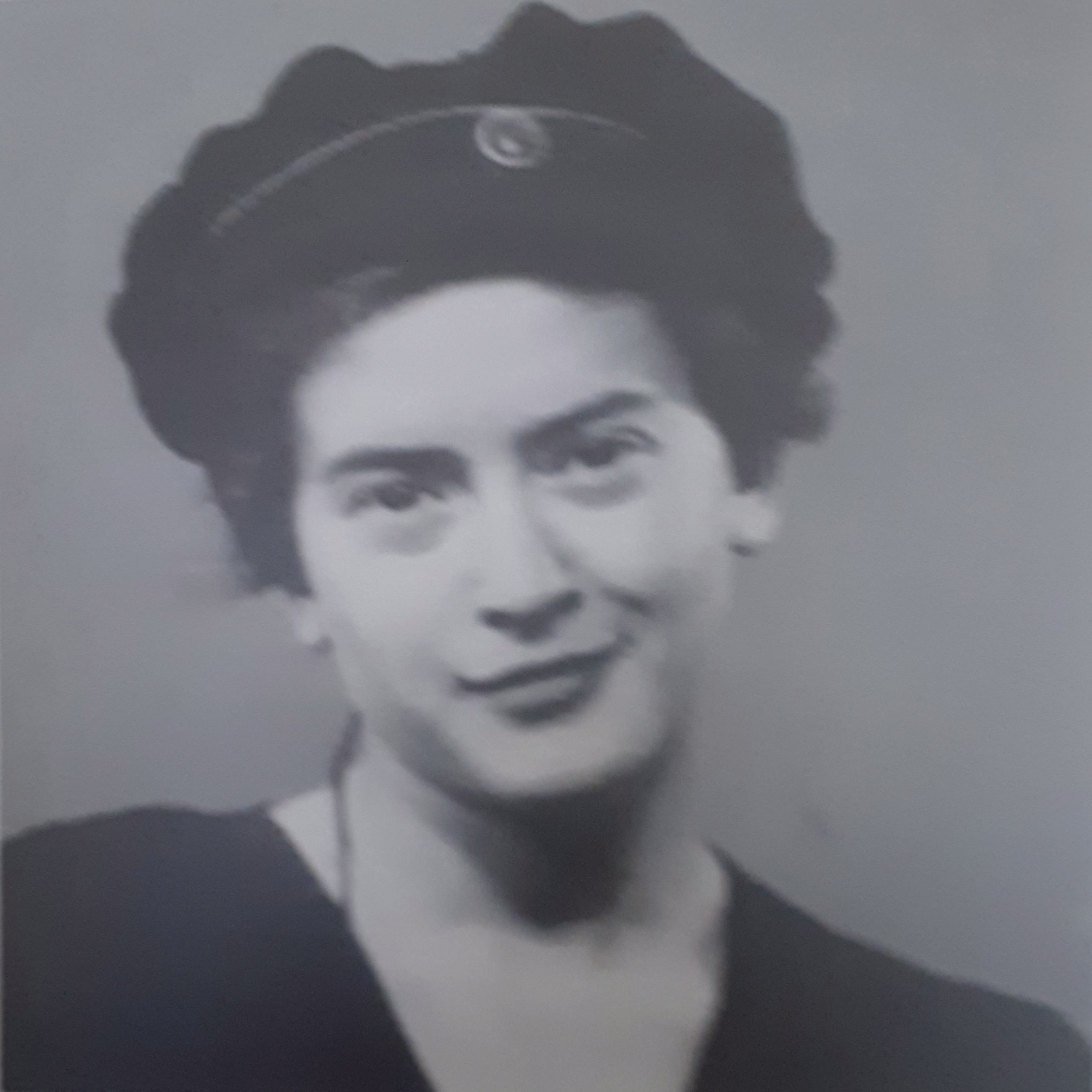
Ruth Maier († 1942)

- 1942ː Ruth Maier, österreichische jüdische Schriftstellerin, Holocaustopfer
- 1943: Amos Arbour, kanadischer Eishockeyspieler
- 1945: Ernst von Carnap-Quernheimb, deutscher Afrikaforscher
- 1945: Harvey Bartlett Gaul, US-amerikanischer Komponist und Organist
- 1945: Conrad Heese, deutscher Rechtsanwalt und Justizrat
- 1945: Hermann Schmidt, deutscher Jurist und Politiker
- 1946: Emmy von Egidy, deutsche Bildhauerin und Schriftstellerin
- 1947: Friedrich Andres, deutscher Religionswissenschaftler
- 1947: Aleister Crowley, britischer Okkultist
- 1947: Franz Fischer, deutscher Chemiker
- 1948: Somerton-Mann, unbekanntes mysteriöses Mordopfer
- 1950: Ernest John Moeran, englischer Komponist

#### 1951–2000
- 1951: Felix Petyrek, österreichischer Komponist und Pianist
- 1954: Fred Rose, US-amerikanischer Musikverleger, Songschreiber, Produzent
- 1956: Jakob Rauch, deutscher Geistlicher
- 1958: Thomas Hans Orde-Lees, Mitglied der Shackletons Endurance-Expedition, Bergsteiger und Pionier des Fallschirmspringens
- 1959: Peter Christel Asmussen, deutscher Politiker
- 1960: Ernst Rowohlt, deutscher Verleger
- 1961: Bienvenido Troncoso, dominikanischer Sänger, Gitarrist und Komponist
- 1964: Michl Ehbauer, deutscher Mundartdichter aus Bayern
- 1967: John Gordon Aitken, schottischer Fußballspieler
- 1968: Nicolae Bretan, rumänischer Komponist, Opernsänger, Regisseur und Musikschriftsteller
- 1969: Magic Sam, US-amerikanischer Musiker
- 1972: Antonio Segni, italienischer Politiker

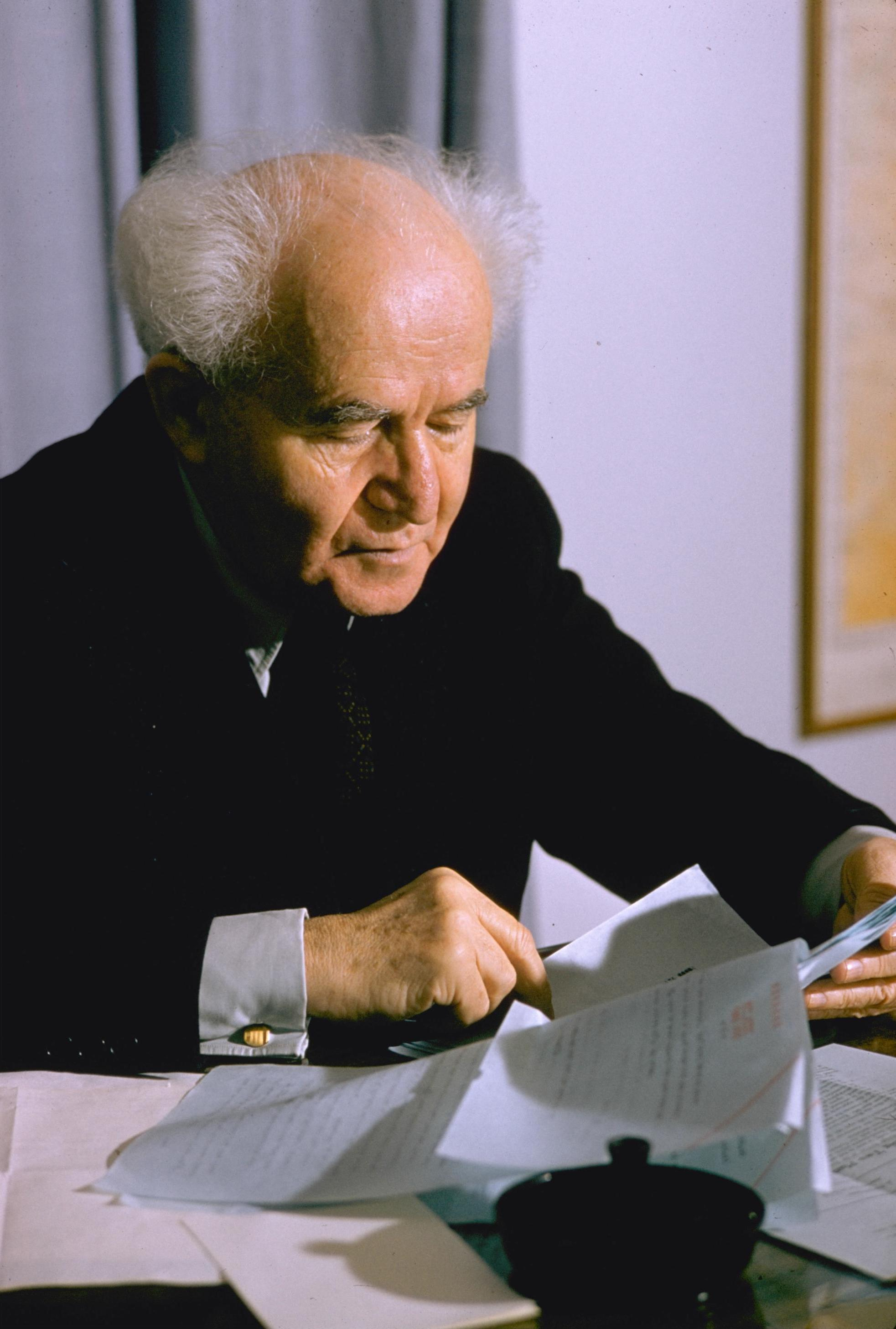
David Ben-Gurion († 1973)

- 1973: David Ben-Gurion, erster Premierminister Israels
- 1974: Erich Aehnelt, deutscher Veterinärmediziner und Hochschullehrer
- 1974: Oswald Lutz, österreichischer Komponist, Geiger, Kritiker und Musikpädagoge
- 1974: Lajos Zilahy, ungarischer Schriftsteller
- 1975: Ernesto Maserati, italienischer Automobilrennfahrer, Ingenieur und Unternehmer
- 1975: Hans Schweikart, deutscher Regisseur
- 1976: Walter Bluhm, deutscher Schauspieler und Synchronsprecher
- 1977: Kaionji Chōgorō, japanischer Schriftsteller
- 1977: Telesforas Valius, litauisch-kanadischer Druckgraphiker
- 1978: Berko Acker, deutscher Film- und Theaterschauspieler
- 1984: Wayland Becker, US-amerikanischer American-Football-Spieler
- 1984: Roelof Frankot, niederländischer Künstler
- 1985: Kenshiro Abe, japanischer Jūdō-Lehrer
- 1986: Ernest Burkhart, US-amerikanischer Mörder
- 1986: Lee Dorsey, US-amerikanischer Sänger und Songschreiber
- 1986: Bobby Layne, US-amerikanischer American-Football-Spieler
- 1987: James Baldwin, US-amerikanischer Schriftsteller
- 1987: Vatche Hovsepian, armenischer Dudukspieler
- 1987: Alessandro Vallebona, italienischer Radiologe, Entwickler der Tomographie
- 1989: Alvin Ailey, US-amerikanischer Tänzer
- 1989: Heinz Brendel, deutscher Automobilrennfahrer
- 1990: Octavio Antonio Beras Rojas, dominikanischer Geistlicher, Erzbischof von Santo Domingo
- 1990: Sergio Corbucci, italienischer Filmregisseur
- 1990: Vijaya Lakshmi Pandit, indische Politikerin
- 1990: Sot Nekrassow, ukrainisch-sowjetischer Metallurg
- 1990: Rudolf Signer, Schweizer Chemiker
- 1990ː Judith Stolzer-Segall, deutsche Architektin
- 1991: George Joseph Stigler, US-amerikanischer Wirtschaftswissenschaftler und Nobelpreisträger
- 1994: Akeem Anifowoshe, nigerianischer Profiboxer
- 1995: Elisa Huezo Paredes, salvadorianische Schriftstellerin und Malerin
- 1997: Stéphane Grappelli, französischer Jazz-Violinist
- 1998: Aischa Abd ar-Rahman, ägyptische Schriftstellerin und Literaturwissenschaftlerin
- 1998: Albert de Klerk, niederländischer Dirigent, Organist und Komponist
- 1998: Bertil Nordahl, schwedischer Fußballspieler

### 21. Jahrhundert
- 2003: Carl Schenkel, Schweizer Regisseur
- 2004: Bernhard zur Lippe-Biesterfeld, niederländischer Prinz
- 2005: Mary Hayley Bell, britische Schauspielerin und Dramatikerin
- 2005: Michael Kehlmann, österreichischer Regisseur und Schauspieler
- 2005: Abu Hamza Rabi’a, ägyptischer Terrorist
- 2006: Claude Jade, französische Schauspielerin
- 2006: Edi Sudrajat, indonesischer Verteidigungsminister
- 2007: Leone Burton, britische Mathematikerin
- 2007: Tony Fall, britischer Rallyefahrer und -Teamchef
- 2007: Ken McGregor, australischer Tennisspieler
- 2007: Anton Rodgers, britischer Schauspieler

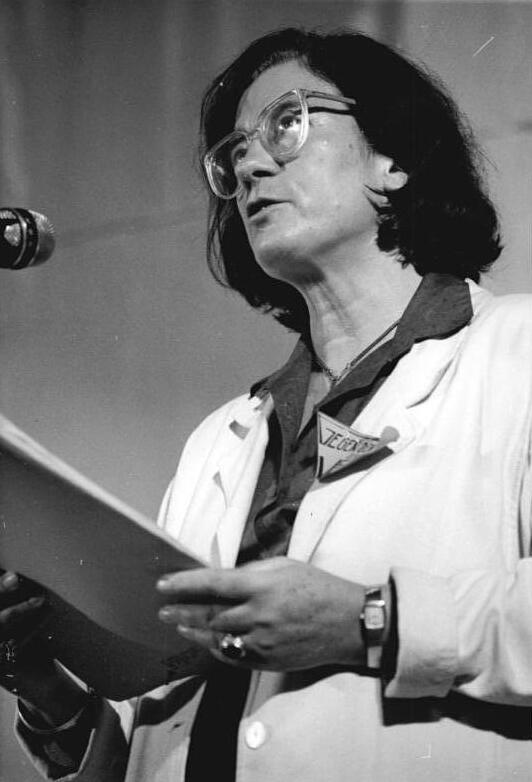
Christa Wolf († 2011)

- 2008: Peter Maiwald, deutscher Schriftsteller
- 2009: Paul Naschy, spanischer Regisseur, Drehbuchautor und Schauspieler
- 2010: William Geoffrey Arnott, britischer Gräzist
- 2010: Georges Eggenberger, Schweizer Politiker
- 2010: Alojz Srebotnjak, slowenischer Komponist und Musikpädagoge
- 2011: Christa Wolf, deutsche Schriftstellerin
- 2011: Ragnhild Hveger, dänische Schwimmerin
- 2012: Raymond Ausloos, belgischer Fußballspieler
- 2012: Gunter Benkißer, deutscher Ingenieurwissenschaftler und Hochschullehrer
- 2015: Joseph Engelberger, US-amerikanischer Ingenieur, Pionier der Robotik
- 2017: Fredy Schmidtke, deutscher Bahnradsportler
- 2018: Ken Berry, US-amerikanischer Schauspieler
- 2018: Stefanie Tücking, deutsche Moderatorin
- 2022: Ercole Baldini, italienischer Radrennfahrer
- 2022: Mylène Demongeot, französische Schauspielerin
- 2022: Hannes Keller, Schweizer Tauch- und Computerpionier
- 2022: Harald Schießl, deutscher Jurist
- 2023: Hannele Zürndorfer, jüdische Autorin, die ein Buch über ihre Erlebnisse in der NS-Zeit verfasste
- 2024: Terry Griffiths, walisischer Snookerspieler
- 2024ː Christa Meier, deutsche Politikerin, MdL, Oberbürgermeisterin von Regensburg
- 2024ː Jörg Panknin, deutscher Schauspieler
- 2024: Ilke Wyludda, deutsche Diskuswerferin

## Feier- und Gedenktage
- Kirchliche Gedenktage
  - Hl. Eligius, Bischof von Noyon (evangelisch, katholisch)
  - Sel. Charles de Foucauld, französ. Offizier und Mönch (katholisch)
- Namenstage
  - Bianca, Natalie
- Staatliche Feier- und Gedenktage
  - Rumänien: Erklärung der Vereinigung von Transsylvanien und dem Altreich (1918)
- Gedenktage internationaler Organisationen
  - Welt-AIDS-Tag (UNO) (seit 1988)

Weitere Einträge enthält die Liste von Gedenk- und Aktionstagen.